# Italië op de Olympische Zomerspelen 2024
Italië nam deel aan de Olympische Zomerspelen 2024 in Parijs, Frankrijk. Carlo Mornati werd aangeduid als chef de mission.

## Medailleoverzicht
| Medaille | Naam | Sport                | Onderdeel                | Datum       |
| -------- | --- | -------------------- | ------------------------ | ----------- |
| Goud     | Nicolò Martinenghi | Zwemmen              | 100 m schoolslag (m)     | 28 juli     |
| Goud     | Thomas Ceccon | Zwemmen              | 100 m rugslag (m)        | 29 juli     |
| Goud     | Rossella Fiamingo Mara Navarria Giulia Rizzi Alberta Santuccio | Schermen             | Degen team (v)           | 30 juli     |
| Goud     | Giovanni De Gennaro | Kanovaren            | K1 (m)                   | 1 augustus  |
| Goud     | Alice Bellandi | Judo                 | Half zwaar -78 kg (v)    | 1 augustus  |
| Goud     | Marta Maggetti | Zeilen               | IQFoil (v)               | 3 augustus  |
| Goud     | Sara Errani Jasmine Paolini | Tennis               | Dubbelspel (v)           | 4 augustus  |
| Goud     | Alice D'Amato | Turnen               | Balk (v)                 | 5 augustus  |
| Goud     | Diana Bacosi Gabriele Rossetti | Schietsport          | Skeet team (x)           | 5 augustus  |
| Goud     | Ruggero Tita Caterina Banti | Zeilen               | Nacra 17 (x)             | 8 augustus  |
| Goud     | Chiara Consonni Vittoria Guazzini | Baanwielrennen       | Koppelkoers (v)          | 9 augustus  |
| Goud     | Volleybalteam Ekaterina Antropova Caterina Bosetti Carlotta Cambi Anna Danesi Monica De Gennaro Paola Egonu Sarah Luisa Fahr Gaia Giovannini Marina Lubian Loveth Omoruyi Alessia Orro Myriam Sylla | Volleybal            | Volleybal (v)            | 11 augustus |
|          | |                      |                          |             |
| Zilver   | Filippo Ganna | Wegwielrennen        | Tijdrit (m)              | 27 juli     |
| Zilver   | Federico Nilo Maldini | Schietsport          | 10 m luchtpistool (m)    | 28 juli     |
| Zilver   | Filippo Macchi | Schermen             | Floret (v)               | 29 juli     |
| Zilver   | Angela Andreoli Alice D'Amato Manila Esposito Elisa Iorio Giorgia Villa | Turnen               | team (v)                 | 30 juli     |
| Zilver   | Luca Chiumento Luca Rambaldi Giacomo Gentili Andrea Panizza | Roeien               | Dubbel-vier (m)          | 31 juli     |
| Zilver   | Silvana Stanco | Schietsport          | Trap (v)                 | 31 juli     |
| Zilver   | Arianna Errigo Martina Favaretto Francesca Palumbo Alice Volpi | Schermen             | Floret team (v)          | 1 augustus  |
| Zilver   | Stefano Oppo Gabriel Soares | Roeien               | Lichte dubbel-twee (m)   | 2 augustus  |
| Zilver   | Gregorio Paltrinieri | Zwemmen              | 1500 m (m)               | 4 augustus  |
| Zilver   | Guillaume Bianchi Filippo Macchi Tommaso Marini Alessio Foconi | Schermen             | Floret team (m)          | 4 augustus  |
| Zilver   | Gabriele Casadei Carlo Tacchini | Kanovaren            | C2 500 m (m)             | 8 augustus  |
| Zilver   | Nadia Battocletti | Atletiek             | 10 km (v)                | 9 augustus  |
| Zilver   | Simone Consonni Elia Viviani | Baanwielrennen       | Koppelkoers (m)          | 10 augustus |
|          | |                      |                          |             |
| Brons    | Luigi Samele | Schermen             | Sabel (m)                | 27 juli     |
| Brons    | Alessandro Miressi Thomas Ceccon Paolo Conte Bonin Manuel Frigo Lorenzo Zazzeri Leonardo Deplano | Zwemmen              | 4x100 m Vrije Slag (m)   | 27 juli     |
| Brons    | Paolo Monna | Schietsport          | 10 m luchtpistool (m)    | 28 juli     |
| Brons    | Gregorio Paltrinieri | Zwemmen              | 800 m. vrije slag (m)    | 30 juli     |
| Brons    | Lorenzo Musetti | Tennis               | Enkelspel (m)            | 3 augustus  |
| Brons    | Manila Esposito | Gymnastiek           | Balk (v)                 | 5 augustus  |
| Brons    | Mattia Furlani | Atletiek             | Verspringen (m)          | 6 augustus  |
| Brons    | Simone Consonni Filippo Ganna Francesco Lamon Jonathan Milan | Baanwielrennen       | Ploegachtervolging (m)   | 7 augustus  |
| Brons    | Ginevra Taddeucci | Zwemmen              | 10 km open water (v)     | 8 augustus  |
| Brons    | Antonino Pizzolato | Gewichtheffen        | Middenzwaar -89 kg (m)   | 9 augustus  |
| Brons    | Sofia Raffaeli | Ritmische gymnastiek | Individueel (v)          | 9 augustus  |
| Brons    | Simone Alessio | Taekwondo            | Middengewicht -80 kg (m) | 9 augustus  |
| Brons    | Andy Díaz | Atletiek             | Hink-stap-springen (m)   | 9 augustus  |
| Brons    | Alessia Maurelli Martina Centofanti Agnese Duranti Daniela Mogurean Laura Paris | Ritmische gymnastiek | team (v)                 | 10 augustus |
| Brons    | Giorgio Malan | Moderne vijfkamp     | individueel (m)          | 10 augustus |

## Aantal deelnemers
Hieronder volgt een overzicht van de atleten die zich kwalificeerden voor de Olympische Zomerspelen van 2024.
| Sport            | Mannen | Vrouwen | Totaal |
| ---------------- | ------ | ------- | ------ |
| Atletiek         | 42     | 40      | 82     |
| Badminton        | 1      | 0       | 1      |
| Boksen           | 3      | 5       | 8      |
| Boogschieten     | 3      | 1       | 4      |
| Breakdance       | 0      | 1       | 1      |
| Gewichtheffen    | 2      | 1       | 3      |
| Golf             | 2      | 1       | 3      |
| Gymnastiek       | 5      | 12      | 17     |
| Judo             | 6      | 7       | 13     |
| Kanovaren        | 5      | 2       | 7      |
| Klimsport        | 1      | 3       | 4      |
| Moderne vijfkamp | 2      | 2       | 4      |
| Paardensport     | 4      | 1       | 5      |
| Roeien           | 25     | 12      | 37     |
| Schermen         | 12     | 12      | 24     |
| Schietsport      | 10     | 5       | 15     |
| Schoonspringen   | 4      | 4       | 8      |
| Skateboarden     | 2      | 0       | 2      |
| Surfen           | 1      | 0       | 1      |
| Synchroonzwemmen | 0      | 9       | 9      |
| Taekwondo        | 2      | 1       | 3      |
| Tafeltennis      | 0      | 2       | 2      |
| Tennis           | 5      | 4       | 9      |
| Triatlon         | 2      | 3       | 5      |
| Volleyball       | 17     | 15      | 32     |
| Waterpolo        | 13     | 13      | 26     |
| Wielersport      | 12     | 13      | 25     |
| Worstelen        | 1      | 1       | 2      |
| Zeilen           | 5      | 7       | 12     |
| Zwemmen          | 22     | 18      | 40     |
| totaal           | 208    | 194     | 402    |

## Deelnemers en resultaten

### Atletiek

#### Loopnummers
Mannen
| atleet                                                     | onderdeel           | voorronde | voorronde | series     | series | herkansingen | herkansingen | halve finale   | halve finale   | finale         | finale         |
| atleet                                                     | onderdeel           | tijd      | rang      | tijd       | rang   | tijd         | rang         | tijd           | rang           | tijd           | rang           |
| ---------------------------------------------------------- | ------------------- | --------- | --------- | ---------- | ------ | ------------ | ------------ | -------------- | -------------- | -------------- | -------------- |
| Chituru Ali                                                | 100 m               | bye       | bye       | 10,12      | 2 Q    | n.v.t.       | n.v.t.       | 10,14          | 7              | niet geplaatst | niet geplaatst |
| Marcell Jacobs                                             | 100 m               | bye       | bye       | 10,05      | 2 Q    | n.v.t.       | n.v.t.       | 9,92 SB        | 3 q            | 9,85 SB        | 5              |
| Fausto Desalu                                              | 200 m               | n.v.t.    | n.v.t.    | 20,26      | 2 Q    | bye          | bye          | 20,37          | 3              | niet geplaatst | niet geplaatst |
| Diego Pettorossi                                           | 200 m               | n.v.t.    | n.v.t.    | 20,63      | 4 H    | 20,53        | 2            | niet geplaatst | niet geplaatst | niet geplaatst | niet geplaatst |
| Filippo Tortu                                              | 200 m               | n.v.t.    | n.v.t.    | 20,29      | 3 Q    | bye          | bye          | 20,54          | 4              | niet geplaatst | niet geplaatst |
| Davide Re                                                  | 400 m               | n.v.t.    | n.v.t.    | 46,74      | 8 H    | DNS          | DNS          | niet geplaatst | niet geplaatst | niet geplaatst | niet geplaatst |
| Luca Sito                                                  | 400 m               | n.v.t.    | n.v.t.    | 44,99      | 3 Q    | bye          | bye          | 45,01          | 5              | niet geplaatst | niet geplaatst |
| Simone Barontini                                           | 800 m               | n.v.t.    | n.v.t.    | 1.46,33    | 4 H    | 1.45,56      | 1 Q          | 1.46,17        | 8              | niet geplaatst | niet geplaatst |
| Catalin Tecuceanu                                          | 800 m               | n.v.t.    | n.v.t.    | 1.44,80    | 2 Q    | bye          | bye          | 1.45,38        | 3              | niet geplaatst | niet geplaatst |
| Pietro Arese                                               | 1500 m              | n.v.t.    | n.v.t.    | 3.35,30    | 3 Q    | bye          | bye          | 3.33,03        | 6 Q            | 3.30,74 NR     | 8              |
| Ossama Meslek                                              | 1500 m              | n.v.t.    | n.v.t.    | 3.39,96    | 15 H   | 3.35,32      | 3 Q          | 3.32,77 PB     | 8              | niet geplaatst | niet geplaatst |
| Federico Riva                                              | 1500 m              | n.v.t.    | n.v.t.    | 3.41,78    | 14 H   | 3.32,84 PB   | 1 Q          | 3.35,26        | 9              | niet geplaatst | niet geplaatst |
| Lorenzo Simonelli                                          | 110 m horden        | n.v.t.    | n.v.t.    | 13,27      | 2 Q    | bye          | bye          | 13,38          | 5              | niet geplaatst | niet geplaatst |
| Alessandro Sibilio                                         | 400 m horden        | n.v.t.    | n.v.t.    | 48,43      | 4 q    | bye          | bye          | 48,79          | 6              | niet geplaatst | niet geplaatst |
| Yassin Bouih                                               | 3000 m steeplechase | n.v.t.    | n.v.t.    | 8.40,34    | 11     | n.v.t.       | n.v.t.       | n.v.t.         | n.v.t.         | niet geplaatst | niet geplaatst |
| Osama Zoghlami                                             | 3000 m steeplechase | n.v.t.    | n.v.t.    | 8.20,52    | 8      | n.v.t.       | n.v.t.       | n.v.t.         | n.v.t.         | niet geplaatst | niet geplaatst |
| Yemaneberhan Crippa                                        | marathon            | n.v.t.    | n.v.t.    | n.v.t.     | n.v.t. | n.v.t.       | n.v.t.       | n.v.t.         | n.v.t.         | 2.10.36        | 25             |
| Eyob Faniel                                                | marathon            | n.v.t.    | n.v.t.    | n.v.t.     | n.v.t. | n.v.t.       | n.v.t.       | n.v.t.         | n.v.t.         | 2.12.50        | 43             |
| Daniele Meucci                                             | marathon            | n.v.t.    | n.v.t.    | n.v.t.     | n.v.t. | n.v.t.       | n.v.t.       | n.v.t.         | n.v.t.         | 2.14.02        | 51             |
| Francesco Fortunato                                        | 20km snelwandelen   | n.v.t.    | n.v.t.    | n.v.t.     | n.v.t. | n.v.t.       | n.v.t.       | n.v.t.         | n.v.t.         | 1.20.38        | 20             |
| Riccardo Orsoni                                            | 20km snelwandelen   | n.v.t.    | n.v.t.    | n.v.t.     | n.v.t. | n.v.t.       | n.v.t.       | n.v.t.         | n.v.t.         | 1.25.08        | 41             |
| Massimo Stano                                              | 20km snelwandelen   | n.v.t.    | n.v.t.    | n.v.t.     | n.v.t. | n.v.t.       | n.v.t.       | n.v.t.         | n.v.t.         | 1.19.12        | 4              |
| Fausto Desalu Marcell Jacobs Matteo Melluzzo Filippo Tortu | 4x100m              | n.v.t.    | n.v.t.    | 38,07      | 5 q    | n.v.t.       | n.v.t.       | n.v.t.         | n.v.t.         | 37,68 SB       | 4              |
| Alessandro Sibilio Luca Sito Vladimir Aceti Edoardo Scotti | 4x400m              | n.v.t.    | n.v.t.    | 3.00,26 SB | 3 Q    | n.v.t.       | n.v.t.       | n.v.t.         | n.v.t.         | 2.59,72 SB     | 7              |

Vrouwen
| atlete                                                               | onderdeel         | voorronde | voorronde | series     | series | herkansingen | herkansingen | halve finale   | halve finale   | finale         | finale         |
| atlete                                                               | onderdeel         | tijd      | rang      | tijd       | rang   | tijd         | rang         | tijd           | rang           | tijd           | rang           |
| -------------------------------------------------------------------- | ----------------- | --------- | --------- | ---------- | ------ | ------------ | ------------ | -------------- | -------------- | -------------- | -------------- |
| Zaynab Dosso                                                         | 100 m             | bye       | bye       | 11,30      | 3 Q    | n.v.t.       | n.v.t.       | 11,34          | 9              | niet geplaatst | niet geplaatst |
| Anna Bongiorni                                                       | 200 m             | n.v.t.    | n.v.t.    | 23,49      | 7 H    | DNS          | DNS          | niet geplaatst | niet geplaatst | niet geplaatst | niet geplaatst |
| Dalia Kaddari                                                        | 200 m             | n.v.t.    | n.v.t.    | 23,49      | 7 H    | DNS          | DNS          | niet geplaatst | niet geplaatst | niet geplaatst | niet geplaatst |
| Alice Mangione                                                       | 400 m             | n.v.t.    | n.v.t.    | 51,60      | 5 H    | 51,07 PB     | 3            | niet geplaatst | niet geplaatst | niet geplaatst | niet geplaatst |
| Elena Bellò                                                          | 800 m             | n.v.t.    | n.v.t.    | 1.59,98    | 7 H    | 2.02,91      | 4            | niet geplaatst | niet geplaatst | niet geplaatst | niet geplaatst |
| Eloisa Coiro                                                         | 800 m             | n.v.t.    | n.v.t.    | 1.59,19 PB | 4 H    | 2.00,31      | 2            | niet geplaatst | niet geplaatst | niet geplaatst | niet geplaatst |
| Ludovica Cavalli                                                     | 1500 m            | n.v.t.    | n.v.t.    | 4.11,68    | 13 H   | 4.02,46      | 2 Q          | 4.03,59        | 12             | niet geplaatst | niet geplaatst |
| Sintayehu Vissa                                                      | 1500 m            | n.v.t.    | n.v.t.    | 4.00,69 PB | 8 H    | 4.06,71      | 1 Q          | 3.58,11 NR     | 10             | niet geplaatst | niet geplaatst |
| Federica Del Buono                                                   | 1500 m            | n.v.t.    | n.v.t.    | 4.10,14    | 14 H   | 4.06,00      | 7            | niet geplaatst | niet geplaatst | niet geplaatst | niet geplaatst |
| Federica Del Buono                                                   | 5000 m            | n.v.t.    | n.v.t.    | 15.15,54   | 16     | n.v.t.       | n.v.t.       | n.v.t.         | n.v.t.         | niet geplaatst | niet geplaatst |
| Nadia Battocletti                                                    | 5000 m            | n.v.t.    | n.v.t.    | 14.57,65   | 2 Q    | n.v.t.       | n.v.t.       | n.v.t.         | n.v.t.         | 14.31,64 NR    | 4              |
| Nadia Battocletti                                                    | 10000 m           | n.v.t.    | n.v.t.    | n.v.t.     | n.v.t. | n.v.t.       | n.v.t.       | n.v.t.         | n.v.t.         | 30.43,35 NR    | Zilver         |
| Ayomide Folorunso                                                    | 400 m horden      | n.v.t.    | n.v.t.    | 55,03      | 6 H    | 55,07        | 1 Q          | 54,92          | 5              | niet geplaatst | niet geplaatst |
| Alice Muraro                                                         | 400 m horden      | n.v.t.    | n.v.t.    | 55,62      | 5 H    | 55,48        | 6            | 54,92          | 5              | niet geplaatst | niet geplaatst |
| Rebecca Sartori                                                      | 400 m horden      | n.v.t.    | n.v.t.    | 55,81      | 6 H    | 55,44        | 5            | niet geplaatst | niet geplaatst | niet geplaatst | niet geplaatst |
| Giovanna Epis                                                        | marathon          | n.v.t.    | n.v.t.    | n.v.t.     | n.v.t. | n.v.t.       | n.v.t.       | n.v.t.         | n.v.t.         | 2.38.26        | 67             |
| Sofiia Yaremchuk                                                     | marathon          | n.v.t.    | n.v.t.    | n.v.t.     | n.v.t. | n.v.t.       | n.v.t.       | n.v.t.         | n.v.t.         | 2.30.20 SB     | 30             |
| Eleonora Giorgi                                                      | 20km snelwandelen | n.v.t.    | n.v.t.    | n.v.t.     | n.v.t. | n.v.t.       | n.v.t.       | n.v.t.         | n.v.t.         | 1.31.49        | 23             |
| Antonella Palmisano                                                  | 20km snelwandelen | n.v.t.    | n.v.t.    | n.v.t.     | n.v.t. | n.v.t.       | n.v.t.       | n.v.t.         | n.v.t.         | DNF            | DNF            |
| Valentina Trapletti                                                  | 20km snelwandelen | n.v.t.    | n.v.t.    | n.v.t.     | n.v.t. | n.v.t.       | n.v.t.       | n.v.t.         | n.v.t.         | 1.35.39        | 35             |
| Arianna De Masi Zaynab Dosso Dalia Kaddari Irene Siragusa            | 4x100m            | n.v.t.    | n.v.t.    | 43,03      | 6      | n.v.t.       | n.v.t.       | n.v.t.         | n.v.t.         | niet geplaatst | niet geplaatst |
| Ilaria Elvira Accame Alice Mangione Anna Polinari Giancarla Trevisan | 4x400m            | n.v.t.    | n.v.t.    | 3.26,50    | 5      | n.v.t.       | n.v.t.       | n.v.t.         | n.v.t.         | niet geplaatst | niet geplaatst |

Gemengd
| atlete                                                               | onderdeel             | series  | series | finale  | finale |
| atlete                                                               | onderdeel             | tijd    | rang   | tijd    | rang   |
| -------------------------------------------------------------------- | --------------------- | ------- | ------ | ------- | ------ |
| Vladimir Aceti Edoardo Scotti Luca Sito Alice Mangione Anna Polinari | 4x400m                | 3.11,59 | 3 Q    | 3.11,84 | 6      |
| Massimo Stano Antonella Palmisano                                    | marathon snelwandelen | n.v.t.  | n.v.t. | 2.53.52 | 6      |

#### Technische nummers
Mannen
| atleet            | onderdeel        | kwalificaties | kwalificaties | finale         | finale         |
| atleet            | onderdeel        | afstand       | rang          | afstand        | rang           |
| ----------------- | ---------------- | ------------- | ------------- | -------------- | -------------- |
| Andrea Dallavalle | hinkstapspringen | 16,65         | 19            | niet geplaatst | niet geplaatst |
| Andy Díaz         | hinkstapspringen | 16,79         | 12 q          | 17,64 SB       | Brons          |
| Emmanuel Ihemeje  | hinkstapspringen | 16,50         | 20            | niet geplaatst | niet geplaatst |
| Stefano Sottile   | hoogspringen     | 2,24          | =6 q          | 2,34           | 4              |
| Gianmarco Tamberi | hoogspringen     | 2,24          | =6 q          | 2,22           | 11             |
| Claudio Stecchi   | polsstokspringen | 5,70          | 13            | niet geplaatst | niet geplaatst |
| Mattia Furlani    | verspringen      | 8,01          | 6 q           | 8,34           | Brons          |
| Leonardo Fabbri   | kogelstoten      | 21,76         | 1 Q           | 21,70          | 5              |
| Zane Weir         | kogelstoten      | 21,00         | 11 q          | 20,24          | 11             |

Vrouwen
| atlete            | onderdeel        | kwalificaties | kwalificaties | finale         | finale         |
| atlete            | onderdeel        | afstand       | rang          | afstand        | rang           |
| ----------------- | ---------------- | ------------- | ------------- | -------------- | -------------- |
| Ottavia Cestonaro | hinkstapspringen | 13,63         | 23            | niet geplaatst | niet geplaatst |
| Dariya Derkach    | hinkstapspringen | 14,35         | 6 Q           | 14,14          | 8              |
| Roberta Bruni     | polsstokspringen | 4,55          | =1 q          | 4,40           | 14             |
| Elisa Molinarolo  | polsstokspringen | 4,55          | =1 q          | 4,70 PB        | 6              |
| Larissa Iapichino | verspringen      | 6,87          | 2 Q           | 6,87           | 4              |
| Daisy Osakue      | discuswerpen     | 63,11         | 9 q           | 63,11          | 8              |
| Sara Fantini      | hamerslingeren   | 72,40         | 8 q           | 69,58          | 12             |

#### Meerkamp
| atlete         | onderdeel | onderdeel | 100 h | hs   | ks       | 200 m    | vs   | sw    | 800 m      | totaal | rang |
| -------------- | --------- | --------- | ----- | ---- | -------- | -------- | ---- | ----- | ---------- | ------ | ---- |
| Sveva Gerevini | zevenkamp | res.      | 13,40 | 1,74 | 12,80 PB | 23,58 PB | 6,08 | 39,68 | 2.08,84 PB | 6220   | 13   |
| Sveva Gerevini | zevenkamp | pnt.      | 1065  | 903  | 714      | 1021     | 874  | 661   | 982        | 6220   | 13   |

### Badminton
Mannen
| atleet        | onderdeel | groepsfase           | groepsfase           | groepsfase           | groepsfase | eliminatie           | kwartfinale          | halve finale         | finale / BM          | finale / BM    |
| atleet        | onderdeel | tegenstander uitslag | tegenstander uitslag | tegenstander uitslag | rang       | tegenstander uitslag | tegenstander uitslag | tegenstander uitslag | tegenstander uitslag | rang           |
| ------------- | --------- | -------------------- | -------------------- | -------------------- | ---------- | -------------------- | -------------------- | -------------------- | -------------------- | -------------- |
| Giovanni Toti | enkelspel | Opti W 21-8, 4-1 OT  | Shi Y V 9-21, 10-21  | n.v.t.               | 2          | niet geplaatst       | niet geplaatst       | niet geplaatst       | niet geplaatst       | niet geplaatst |

### Boksen
Mannen
| atleet                | onderdeel         | eerste ronde         | tweede ronde         | kwartfinale          | halve finale         | finale               | rang           |
| atleet                | onderdeel         | tegenstander uitslag | tegenstander uitslag | tegenstander uitslag | tegenstander uitslag | tegenstander uitslag | rang           |
| --------------------- | ----------------- | -------------------- | -------------------- | -------------------- | -------------------- | -------------------- | -------------- |
| Salvatore Cavallaro   | middelgewicht     | Aykutsun V 1 - 4     | niet geplaatst       | niet geplaatst       | niet geplaatst       | niet geplaatst       | niet geplaatst |
| Aziz Abbes Mouhiidine | zwaargewicht      | n.v.t.               | Mullojonov V 1 - 4   | niet geplaatst       | niet geplaatst       | niet geplaatst       | niet geplaatst |
| Diego Lenzi           | superzwaargewicht | n.v.t.               | Edwards W 3 - 1      | Tiafack V 0 - 5      | niet geplaatst       | niet geplaatst       | niet geplaatst |

Vrouwen
| atlete              | onderdeel     | eerste ronde          | tweede ronde         | kwartfinale          | halve finale         | finale               | rang           |
| atlete              | onderdeel     | tegenstander uitslag  | tegenstander uitslag | tegenstander uitslag | tegenstander uitslag | tegenstander uitslag | rang           |
| ------------------- | ------------- | --------------------- | -------------------- | -------------------- | -------------------- | -------------------- | -------------- |
| Giordana Sorrentino | vlieggewicht  | Kyzaibay V 1 - 4      | niet geplaatst       | niet geplaatst       | niet geplaatst       | niet geplaatst       | niet geplaatst |
| Sirine Charaabi     | bantamgewicht | Munguntsetseg V 0 - 5 | niet geplaatst       | niet geplaatst       | niet geplaatst       | niet geplaatst       | niet geplaatst |
| Irma Testa          | vedergewicht  | Xu Z V 2 - 3          | niet geplaatst       | niet geplaatst       | niet geplaatst       | niet geplaatst       | niet geplaatst |
| Alessia Mesiano     | lichtgewicht  | Ozer W 4 - 1          | Harrington V 0 - 5   | niet geplaatst       | niet geplaatst       | niet geplaatst       | niet geplaatst |
| Angela Carini       | weltergewicht | bye                   | Khelif V ABD         | niet geplaatst       | niet geplaatst       | niet geplaatst       | niet geplaatst |

### Boogschieten
Mannen
| atleet                                           | onderdeel   | plaatsingsronde | plaatsingsronde | eerste ronde         | tweede ronde         | derde ronde          | kwartfinale          | halve finale         | finale / BM          | finale / BM    |
| atleet                                           | onderdeel   | score           | rang            | tegenstander uitslag | tegenstander uitslag | tegenstander uitslag | tegenstander uitslag | tegenstander uitslag | tegenstander uitslag | rang           |
| ------------------------------------------------ | ----------- | --------------- | --------------- | -------------------- | -------------------- | -------------------- | -------------------- | -------------------- | -------------------- | -------------- |
| Federico Musolesi                                | individueel | 662             | 34              | Ravnikar W 6 - 4     | Kim J-d V 4 - 6      | niet geplaatst       | niet geplaatst       | niet geplaatst       | niet geplaatst       | niet geplaatst |
| Mauro Nespoli                                    | individueel | 670             | 20              | Islam W 6 - 0        | Sadikov W 6 - 4      | Peters W 6 - 2       | Lee W-s V 4 - 6      | niet geplaatst       | niet geplaatst       | niet geplaatst |
| Alessandro Paoli                                 | individueel | 658             | 37              | Dorji W 7 - 3        | Lee W-s V 0 - 6      | niet geplaatst       | niet geplaatst       | niet geplaatst       | niet geplaatst       | niet geplaatst |
| Federico Musolesi Mauro Nespoli Alessandro Paoli | team        | 1990            | 7               | n.v.t.               | n.v.t.               | Kazachstan W 5 - 4   | Frankrijk V 2 - 6    | niet geplaatst       | niet geplaatst       | niet geplaatst |

Vrouwen
| atleet            | onderdeel   | plaatsingsronde | plaatsingsronde | eerste ronde         | tweede ronde         | derde ronde          | kwartfinale          | halve finale         | finale / BM          | finale / BM    |
| atleet            | onderdeel   | score           | rang            | tegenstander uitslag | tegenstander uitslag | tegenstander uitslag | tegenstander uitslag | tegenstander uitslag | tegenstander uitslag | rang           |
| ----------------- | ----------- | --------------- | --------------- | -------------------- | -------------------- | -------------------- | -------------------- | -------------------- | -------------------- | -------------- |
| Chiara Rebagliati | individueel | 663             | 15              | Zairi W 6 - 5        | Amăistroaie V 3 - 7  | niet geplaatst       | niet geplaatst       | niet geplaatst       | niet geplaatst       | niet geplaatst |

Gemengd
| atleet                          | onderdeel | plaatsingsronde | plaatsingsronde | eerste ronde         | kwartfinale          | halve finale         | finale / BM          | finale / BM    |
| atleet                          | onderdeel | score           | rang            | tegenstander uitslag | tegenstander uitslag | tegenstander uitslag | tegenstander uitslag | rang           |
| ------------------------------- | --------- | --------------- | --------------- | -------------------- | -------------------- | -------------------- | -------------------- | -------------- |
| Mauro Nespoli Chiara Rebagliati | team      | 1333            | 9               | Frankrijk W 6 - 0    | Zuid-Korea V 2 - 6   | niet geplaatst       | niet geplaatst       | niet geplaatst |

### Breakdance
Vrouwen
| Atleet           | Nickname | Onderdeel | Groepsfase             | Groepsfase             | Groepsfase             | Groepsfase | Kwartfinale            | Halve finale           | Finale / BM            | Finale / BM    |
| Atleet           | Nickname | Onderdeel | Tegenstander Resultaat | Tegenstander Resultaat | Tegenstander Resultaat | Rang       | Tegenstander Resultaat | Tegenstander Resultaat | Tegenstander Resultaat | Rang           |
| ---------------- | -------- | --------- | ---------------------- | ---------------------- | ---------------------- | ---------- | ---------------------- | ---------------------- | ---------------------- | -------------- |
| Antilai Sandrini | Anti     | B-Girls   | Ami V 0 - 2            | Ying Zi V 0 - 2        | Elmamouny W 2 - 0      | 2          | niet geplaatst         | niet geplaatst         | niet geplaatst         | niet geplaatst |

### Gewichtheffen
Mannen
| atleet             | onderdeel | trekken | trekken | stoten | stoten | totaal | rang  |
| atleet             | onderdeel | score   | rang    | score  | rang   | totaal | rang  |
| ------------------ | --------- | ------- | ------- | ------ | ------ | ------ | ----- |
| Sergio Massidda    | -61 kg    | 132     | DNF     | DNF    | DNF    | DNF    | DNF   |
| Antonino Pizzolato | -89 kg    | 172     | 4       | 212    | 2      | 384    | Brons |

Vrouwen
| atleet             | onderdeel | trekken | trekken | stoten | stoten | totaal | rang |
| atleet             | onderdeel | score   | rang    | score  | rang   | totaal | rang |
| ------------------ | --------- | ------- | ------- | ------ | ------ | ------ | ---- |
| Lucrezia Magistris | -59 kg    | 96      | 10      | 112    | 11     | 208    | 11   |

### Golf
Mannen
| atleet           | onderdeel | eerste ronde | tweede ronde | derde ronde | vierde ronde | totaal | totaal | totaal |
| atleet           | onderdeel | score        | score        | score       | score        | score  | par    | rang   |
| ---------------- | --------- | ------------ | ------------ | ----------- | ------------ | ------ | ------ | ------ |
| Matteo Manassero | mannen    | 69           | 69           | 69          | 69           | 276    | -8     | T18    |
| Guido Migliozzi  | mannen    | 68           | 67           | 74          | 68           | 277    | -7     | T22    |

Vrouwen
| atleet            | onderdeel | eerste ronde | tweede ronde | derde ronde | vierde ronde | totaal | totaal | totaal |
| atleet            | onderdeel | score        | score        | score       | score        | score  | par    | rang   |
| ----------------- | --------- | ------------ | ------------ | ----------- | ------------ | ------ | ------ | ------ |
| Alessandra Fanali | vrouwen   | 75           | 76           | 77          | 76           | 304    | +16    | 53     |

### Gymnastiek

#### Turnen
Mannen
| atleet           | onderdeel | kwalificatie | kwalificatie | kwalificatie | kwalificatie | kwalificatie | kwalificatie | kwalificatie | kwalificatie | finale  | finale  | finale  | finale  | finale  | finale  | finale  | finale  |
| atleet           | onderdeel | toestel      | toestel      | toestel      | toestel      | toestel      | toestel      | totaal       | positie      | toestel | toestel | toestel | toestel | toestel | toestel | totaal  | positie |
| atleet           | onderdeel | vloer        | voltige      | ringen       | sprong       | brug         | rekstok      | totaal       | positie      | vloer   | voltige | ringen  | sprong  | brug    | rekstok | totaal  | positie |
| ---------------- | --------- | ------------ | ------------ | ------------ | ------------ | ------------ | ------------ | ------------ | ------------ | ------- | ------- | ------- | ------- | ------- | ------- | ------- | ------- |
| Yumin Abbadini   | team      | 13,933       | 14,200       | 13,933       | 14,000       | 14,200       | 14,200       | 83,933       | 8 Q          | 14,066  | 14,200  | 13,633  | -       | -       | 14,033  | n.v.t.  | n.v.t.  |
| Lorenzo Casali   | team      | 14,000       | 11,700       | 13,600       | 14,433       | 14,000       | 13,433       | 81,166       | 25           | 13,700  | -       | 13,366  | 14,466  | 14,066  | -       | n.v.t.  | n.v.t.  |
| Mario Macchiati  | team      | 13,566       | 13,833       | 13,400       | 14,500       | 13,766       | 13,166       | 82,231       | 16 Q         | -       | 13,566  | 13,566  | 14,300  | 14,333  | 12,833  | n.v.t.  | n.v.t.  |
| Carlo Macchini   | team      | -            | 12,766       | -            | -            | -            | 12,766       | n.v.t.       | n.v.t.       | -       | 12,766  | -       | -       | -       | 12,766  | n.v.t.  | n.v.t.  |
| Nicola Bartolini | team      | 14,000       | -            | -            | 14,600       | 14,100       | -            | n.v.t.       | n.v.t.       | 14,133  | -       | -       | 14,500  | 13,700  | -       | n.v.t.  | n.v.t.  |
| Totaal           | team      | 41,933       | 40,799       | 40,400       | 43,533       | 42,300       | 40,799       | 249,764      | 6 Q          | 41,899  | 40,352  | 40,832  | 43,266  | 42,099  | 39,632  | 248,260 | 6       |

Individuele finales
| atleet          | onderdeel | kwalificatie | kwalificatie | kwalificatie | kwalificatie | kwalificatie | kwalificatie | kwalificatie | kwalificatie | finale  | finale  | finale  | finale  | finale  | finale  | finale | finale  |
| atleet          | onderdeel | toestel      | toestel      | toestel      | toestel      | toestel      | toestel      | totaal       | positie      | toestel | toestel | toestel | toestel | toestel | toestel | totaal | positie |
| atleet          | onderdeel | vloer        | voltige      | ringen       | sprong       | brug         | rekstok      | totaal       | positie      | vloer   | voltige | ringen  | sprong  | brug    | rekstok | totaal | positie |
| --------------- | --------- | ------------ | ------------ | ------------ | ------------ | ------------ | ------------ | ------------ | ------------ | ------- | ------- | ------- | ------- | ------- | ------- | ------ | ------- |
| Yumin Abbadini  | meerkamp  | zie team     | zie team     | zie team     | zie team     | zie team     | zie team     | zie team     | zie team     | 13,900  | 14,166  | 13,333  | 14,033  | 13,966  | 13,800  | 83,198 | 11      |
| Mario Macchiati | meerkamp  | zie team     | zie team     | zie team     | zie team     | zie team     | zie team     | zie team     | zie team     | 13,666  | 13,966  | 13,300  | 14,166  | 13,233  | 13,166  | 81,497 | 19      |

Vrouwen
| Turnster(s)     | Onderdeel | Kwalificatie | Kwalificatie | Kwalificatie | Kwalificatie | Kwalificatie | Kwalificatie | Finale  | Finale  | Finale  | Finale  | Finale  | Finale  |
| Turnster(s)     | Onderdeel | Toestel      | Toestel      | Toestel      | Toestel      | Totaal       | Plaats       | Toestel | Toestel | Toestel | Toestel | Totaal  | Plaats  |
| Turnster(s)     | Onderdeel | Sprong       | Brug         | Balk         | Vloer        | Totaal       | Plaats       | Sprong  | Brug    | Balk    | Vloer   | Totaal  | Plaats  |
| --------------- | --------- | ------------ | ------------ | ------------ | ------------ | ------------ | ------------ | ------- | ------- | ------- | ------- | ------- | ------- |
| Alice D'Amato   | Team      | 13,200       | 14,666 Q     | 13,866 Q     | 13,700 Q     | 55,432       | 7 Q          | 13,933  | 14,633  | 13,933  | 13,466  | n.v.t.  | n.v.t.  |
| Manila Esposito | Team      | 14,133       | 14,166       | 13,966 Q     | 13,633 Q     | 55,898       | 6 Q          | 14,166  | -       | 13,966  | 12,666  | n.v.t.  | n.v.t.  |
| Giorgia Villa   | Team      | -            | 13,666       | -            | -            | n.v.t.       | n.v.t.       | -       | 13,766  | -       | -       | n.v.t.  | n.v.t.  |
| Angela Andreoli | Team      | 13,733       | -            | 13,366       | 13,500       | n.v.t.       | n.v.t.       | 13,566  | -       | 13,300  | 12,833  | n.v.t.  | n.v.t.  |
| Elisa Iorio     | Team      | 13,766       | 14,366       | 12,966       | 12,800       | 53,898       | 13           | -       | 14,266  | -       | -       | n.v.t.  | n.v.t.  |
| Totaal          | Team      | 41,632       | 43,198       | 41,198       | 40,833       | 166,861      | 2 Q          | 41,665  | 42,665  | 41,199  | 39,965  | 165,494 | 2 [ 1 ] |

Individuele finales
| Turnster(s)     | Onderdeel | Kwalificatie | Kwalificatie | Kwalificatie | Kwalificatie | Kwalificatie | Kwalificatie | Finale  | Finale  | Finale  | Finale  | Finale | Finale |
| Turnster(s)     | Onderdeel | Toestel      | Toestel      | Toestel      | Toestel      | Totaal       | Plaats       | Toestel | Toestel | Toestel | Toestel | Totaal | Plaats |
| Turnster(s)     | Onderdeel | Sprong       | Brug         | Balk         | Vloer        | Totaal       | Plaats       | Sprong  | Brug    | Balk    | Vloer   | Totaal | Plaats |
| --------------- | --------- | ------------ | ------------ | ------------ | ------------ | ------------ | ------------ | ------- | ------- | ------- | ------- | ------ | ------ |
| Alice D'Amato   | meerkamp  | zie team     | zie team     | zie team     | zie team     | zie team     | zie team     | 14,000  | 14,800  | 14,033  | 13,500  | 56,465 | 4      |
| Alice D'Amato   | brug      | n.v.t.       | 14,666       | n.v.t.       | n.v.t.       | n.v.t.       | 6 Q          | n.v.t.  | 14,733  | n.v.t.  | n.v.t.  | n.v.t. | 5      |
| Alice D'Amato   | balk      | n.v.t.       | n.v.t.       | 13,866       | n.v.t.       | n.v.t.       | 7 Q          | n.v.t.  | n.v.t.  | 14,366  | n.v.t.  | n.v.t. | Goud   |
| Alice D'Amato   | vloer     | n.v.t.       | n.v.t.       | n.v.t.       | 13,700       | n.v.t.       | 5 Q          | n.v.t.  | n.v.t.  | n.v.t.  | 14,366  | n.v.t. | 6      |
| Manila Esposito | meerkamp  | zie team     | zie team     | zie team     | zie team     | zie team     | zie team     | 13,866  | 12,800  | 14,200  | 12,733  | 53,599 | 14     |
| Manila Esposito | balk      | n.v.t.       | n.v.t.       | 13,966       | n.v.t.       | n.v.t.       | 6 Q          | n.v.t.  | n.v.t.  | 14,000  | n.v.t.  | n.v.t. | Brons  |
| Manila Esposito | vloer     | n.v.t.       | n.v.t.       | n.v.t.       | 13,633       | n.v.t.       | 7 Q          | n.v.t.  | n.v.t.  | n.v.t.  | 12,133  | n.v.t. | 9      |

#### Ritmisch
| atlete             | onderdeel   | kwalificatie | kwalificatie | kwalificatie | kwalificatie | kwalificatie | kwalificatie | finale | finale | finale  | finale | finale  | finale |
| atlete             | onderdeel   | hoepel       | bal          | knotsen      | lint         | totaal       | rang         | hoepel | bal    | knotsen | lint   | totaal  | rang   |
| ------------------ | ----------- | ------------ | ------------ | ------------ | ------------ | ------------ | ------------ | ------ | ------ | ------- | ------ | ------- | ------ |
| Milena Baldassarri | individueel | 33,300       | 32,750       | 30,900       | 32,300       | 129,250      | 9 Q          | 32,600 | 33,150 | 32,500  | 31,450 | 129,700 | 8      |
| Sofia Raffaeli     | individueel | 35,700       | 34,450       | 35,000       | 33,950       | 139,100      | 1 Q          | 35,250 | 32,900 | 35,900  | 32,250 | 136,000 | Brons  |

| atlete                                                                          | onderdeel | kwalificatie | kwalificatie         | kwalificatie | kwalificatie | finale   | finale               | finale | finale |
| atlete                                                                          | onderdeel | 5 linten     | 3 knotsen, 2 hoepels | totaal       | rang         | 5 linten | 3 knotsen, 2 hoepels | totaal | rang   |
| ------------------------------------------------------------------------------- | --------- | ------------ | -------------------- | ------------ | ------------ | -------- | -------------------- | ------ | ------ |
| Alessia Maurelli Martina Centofanti Agnese Duranti Daniela Mogurean Laura Paris | team      | 38,200       | 31,150               | 69,350       | 2 Q          | 36,100   | 32,000               | 68,100 | Brons  |

### Judo
Mannen
| atleet            | onderdeel | eerste ronde         | tweede ronde         | derde ronde           | kwartfinale                | halve finale         | herkansing           | finale / BM            | finale / BM    |
| atleet            | onderdeel | tegenstander uitslag | tegenstander uitslag | tegenstander uitslag  | tegenstander uitslag       | tegenstander uitslag | tegenstander uitslag | tegenstander uitslag   | rang           |
| ----------------- | --------- | -------------------- | -------------------- | --------------------- | -------------------------- | -------------------- | -------------------- | ---------------------- | -------------- |
| Andrea Carlino    | −60 kg    | n.v.t.               | Katz W 01 - 00       | Yang Y-w V 01 - 10    | niet geplaatst             | niet geplaatst       | niet geplaatst       | niet geplaatst         | niet geplaatst |
| Matteo Piras      | −66 kg    | n.v.t.               | Postigos W 10 - 00   | Bunčić V 00 - 01      | niet geplaatst             | niet geplaatst       | niet geplaatst       | niet geplaatst         | niet geplaatst |
| Manuel Lombardo   | −73 kg    | n.v.t.               | Stodolski W 10 - 00  | Terada W 01 - 00      | Gjakova V 00 - 10          | niet geplaatst       | Margelidon W 10 - 00 | Osmanov V 00 - 10      | 5              |
| Antonio Esposito  | −81 kg    | bye                  | Houinato W 10 - 00   | Schimidt W 01 - 00    | Gauthier-Drapeau W 10 - 00 | Nagase V 00 - 10     | bye                  | Makhmadbekov V 00 - 10 | 5              |
| Christian Parlati | −90 kg    | n.v.t.               | Hayne V 00 - 10      | niet geplaatst        | niet geplaatst             | niet geplaatst       | niet geplaatst       | niet geplaatst         | niet geplaatst |
| Gennaro Pirelli   | −100 kg   | n.v.t.               | Kumrić W 10 - 00     | Sulamanidze V 00 - 10 | niet geplaatst             | niet geplaatst       | niet geplaatst       | niet geplaatst         | niet geplaatst |

Vrouwen
| atlete           | onderdeel | eerste ronde         | tweede ronde         | kwartfinale          | halve finale         | herkansing           | finale / BM          | finale / BM    |
| atlete           | onderdeel | tegenstander uitslag | tegenstander uitslag | tegenstander uitslag | tegenstander uitslag | tegenstander uitslag | tegenstander uitslag | rang           |
| ---------------- | --------- | -------------------- | -------------------- | -------------------- | -------------------- | -------------------- | -------------------- | -------------- |
| Assunta Scutto   | −48 kg    | bye                  | Laborde W 10 - 00    | Babulfath V 00 - 10  | niet geplaatst       | Boukli V 00 - 01     | niet geplaatst       | niet geplaatst |
| Odette Giuffrida | −52 kg    | bye                  | Delgado W 01 - 00    | Pupp W 01 - 00       | Krasniqi V 00 - 10   | bye                  | Pimenta V 00 - 10    | 5              |
| Veronica Toniolo | −57 kg    | Funakoba V 00 - 01   | niet geplaatst       | niet geplaatst       | niet geplaatst       | niet geplaatst       | niet geplaatst       | niet geplaatst |
| Savita Russo     | −63 kg    | Szymańska V 00 - 01  | niet geplaatst       | niet geplaatst       | niet geplaatst       | niet geplaatst       | niet geplaatst       | niet geplaatst |
| Kim Polling      | −70 kg    | Pina W 01 - 00       | Matic V 00 - 10      | niet geplaatst       | niet geplaatst       | niet geplaatst       | niet geplaatst       | niet geplaatst |
| Alice Bellandi   | −78 kg    | bye                  | Aguiar W 01 - 00     | Lytvynenko W 10 - 00 | Sampaio W 01 - 00    | bye                  | Lanir W 11 - 00      | Goud           |
| Asya Tavano      | +78 kg    | Žabić V 00 - 10      | niet geplaatst       | niet geplaatst       | niet geplaatst       | niet geplaatst       | niet geplaatst       | niet geplaatst |

Gemengd
| atleten | onderdeel | eerste ronde         | tweede ronde         | kwartfinale          | halve finale         | herkansing           | finale / BM          | finale / BM |
| atleten | onderdeel | tegenstander uitslag | tegenstander uitslag | tegenstander uitslag | tegenstander uitslag | tegenstander uitslag | tegenstander uitslag | rang        |
| --- | --------- | -------------------- | -------------------- | -------------------- | -------------------- | -------------------- | -------------------- | ----------- |
| Gennaro Pirelli Veronica Toniolo Savita Russo Manuel Lombardo Kim Polling Christian Parlati Asya Tavano Alice Bellandi Odette Giuffrida | team      | Hongarije W 4 - 1    | Georgië W 4 - 3      | Oezbekistan W 4 - 2  | Frankrijk V 1 - 4    | bye                  | Brazilië V 3 - 4     | 5           |

### Kanovaren

#### Kayak Cross
| Atleet              | Onderdeel      | Tijdrit | Tijdrit | Ronde 1 | Herkansingen | Series | Kwartfinale    | Halve finale   | Finale         | rang |
| Atleet              | Onderdeel      | Tijd    | Rang    | Rang    | Rang         | Rang   | Rang           | Rang           | Rang           | rang |
| ------------------- | -------------- | ------- | ------- | ------- | ------------ | ------ | -------------- | -------------- | -------------- | ---- |
| Giovanni De Gennaro | KX-1 (mannen)  | 67,71   | 5       | 1 Q     | bye          | 1 Q    | 4              | niet geplaatst | niet geplaatst | 13   |
| Marta Bertoncelli   | KX-1 (vrouwen) | 78,38   | 28      | 2 Q     | bye          | 3      | niet geplaatst | niet geplaatst | niet geplaatst | 20   |
| Kimberley Woods     | KX-1 (vrouwen) | 75,19   | 17      | 3 H     | 1 Q          | 2 Q    | 4              | niet geplaatst | niet geplaatst | 16   |

#### Slalom
Mannen
| atleet              | onderdeel  | series | series | series | series | series    | series | halve finale | halve finale | finale         | finale         |
| atleet              | onderdeel  | run 1  | rang   | run 2  | rang   | beste run | rang   | tijd         | rang         | tijd           | rang           |
| ------------------- | ---------- | ------ | ------ | ------ | ------ | --------- | ------ | ------------ | ------------ | -------------- | -------------- |
| Raffaello Ivaldi    | C-1 slalom | 91,90  | 4      | 94,96  | 6      | 91,90     | 4      | 108,20       | 14           | niet geplaatst | niet geplaatst |
| Giovanni De Gennaro | K-1 slalom | 88,46  | 12     | 85,34  | 3      | 85,34     | 3      | 93,47        | 8            | 88,22          | Goud           |

Vrouwen
| atlete            | onderdeel  | series | series | series | series | series    | series | halve finale | halve finale | finale         | finale         |
| atlete            | onderdeel  | run 1  | rang   | run 2  | rang   | beste run | rang   | tijd         | rang         | tijd           | rang           |
| ----------------- | ---------- | ------ | ------ | ------ | ------ | --------- | ------ | ------------ | ------------ | -------------- | -------------- |
| Marta Bertoncelli | C-1 slalom | 112,28 | 14     | 110,43 | 13     | 110,43    | 18     | 170,28       | 18           | niet geplaatst | niet geplaatst |
| Stefanie Horn     | K-1 slalom | 99,64  | 15     | 95,43  | 7      | 95,43     | 7      | 101,04       | 4            | 101,43         | 5              |

#### Sprint
Mannen
| atleet                          | onderdeel  | series  | series | kwartfinale | kwartfinale | halve finale   | halve finale   | finale         | finale         |
| atleet                          | onderdeel  | tijd    | rang   | tijd        | rang        | tijd           | rang           | tijd           | rang           |
| ------------------------------- | ---------- | ------- | ------ | ----------- | ----------- | -------------- | -------------- | -------------- | -------------- |
| Nicolae Craciun                 | C-1 1000 m | 3.53,90 | 4 KF   | 3.53,13     | 3           | niet geplaatst | niet geplaatst | niet geplaatst | niet geplaatst |
| Carlo Tacchini                  | C-1 1000 m | 3.59,59 | 3 KF   | 3.49,15     | 1 HF        | 3.45,42        | 4 FA           | 3.48,97        | 5              |
| Gabriele Casadei Carlo Tacchini | C-2 500 m  | 1.39,17 | 2 HF   | bye         | bye         | 1.41,59        | 3 FA           | 1.41,08        | Zilver         |

### Klimsport

#### Boulder & Lead combined
| Atleet         | Onderdeel | Kwalificatie | Kwalificatie | Kwalificatie | Kwalificatie | Kwalificatie | Kwalificatie | Finale         | Finale         | Finale         | Finale         | Finale         | Finale         |
| Atleet         | Onderdeel | Boulder      | Boulder      | Lead         | Lead         | Totaal       | Rang         | Boulder        | Boulder        | Lead           | Lead           | Totaal         | Rang           |
| Atleet         | Onderdeel | Resultaat    | Rang         | Hold         | Rang         | Totaal       | Rang         | Resultaat      | Rang           | Hold           | Rang           | Totaal         | Rang           |
| -------------- | --------- | ------------ | ------------ | ------------ | ------------ | ------------ | ------------ | -------------- | -------------- | -------------- | -------------- | -------------- | -------------- |
| Camilla Moroni | vrouwen   | 64,0         | 8            | 36,1         | 19           | 100,1        | 12           | niet geplaatst | niet geplaatst | niet geplaatst | niet geplaatst | niet geplaatst | niet geplaatst |
| Laura Rogora   | vrouwen   | 13,2         | 18           | 57,1         | 5            | 70,3         | 18           | niet geplaatst | niet geplaatst | niet geplaatst | niet geplaatst | niet geplaatst | niet geplaatst |

#### Speed
| Atleet         | Onderdeel | Kwalificatie | Kwalificatie | Ronde 1              | Kwartfinale          | Halve finale      | Finale / BM       | Finale / BM    |
| Atleet         | Onderdeel | Tijd         | Rang         | Tegenstander Tijd    | Tegenstander Tijd    | Tegenstander Tijd | Tegenstander Tijd | Rang           |
| -------------- | --------- | ------------ | ------------ | -------------------- | -------------------- | ----------------- | ----------------- | -------------- |
| Matteo Zurloni | mannen    | 4,94         | 4            | Long J W 5,06 - 5,18 | Wu P V 4,995 - 4,997 | niet geplaatst    | niet geplaatst    | niet geplaatst |
| Beatrice Colli | vrouwen   | 8,18         | 11           | Zhou Y V 6,84 - 6,55 | niet geplaatst       | niet geplaatst    | niet geplaatst    | niet geplaatst |

### Moderne vijfkamp
| atleet           | onderdeel | onderdeel    | schermen (degen) | schermen (degen) | schermen (degen) | schermen (degen) | zwemmen (200 m vrije slag) | zwemmen (200 m vrije slag) | zwemmen (200 m vrije slag) | paardrijden (springen) | paardrijden (springen) | paardrijden (springen) | combinatie: schieten/lopen (10 m luchtpistool)/(3200 m) | combinatie: schieten/lopen (10 m luchtpistool)/(3200 m) | combinatie: schieten/lopen (10 m luchtpistool)/(3200 m) | totaal punten | rang  |
| atleet           | onderdeel | onderdeel    | RR               | BR               | rang             | punten           | tijd                       | rang                       | punten                     | strafpunten            | rang                   | punten                 | tijd                                                    | rang                                                    | punten                                                  | totaal punten | rang  |
| ---------------- | --------- | ------------ | ---------------- | ---------------- | ---------------- | ---------------- | -------------------------- | -------------------------- | -------------------------- | ---------------------- | ---------------------- | ---------------------- | ------------------------------------------------------- | ------------------------------------------------------- | ------------------------------------------------------- | ------------- | ----- |
| Matteo Cicinelli | mannen    | halve finale | 220              | 0                | 8                | 220              | 1.59,90                    | 5                          | 311                        | 7                      | 11                     | 293                    | 10.16,62                                                | 9                                                       | 684                                                     | 1508          | 4 Q   |
| Matteo Cicinelli | mannen    | finale       | 220              | 0                | 11               | 220              | 1.59,06                    | 4                          | 312                        | 7                      | 9                      | 293                    | 9.58,23                                                 | 3                                                       | 702                                                     | 1527          | 5     |
| Giorgio Malan    | mannen    | halve finale | 215              | 4                | 10               | 219              | 1.59,82                    | 3                          | 311                        | 7                      | 6                      | 293                    | 10.12,46                                                | 5                                                       | 688                                                     | 1511          | 3 Q   |
| Giorgio Malan    | mannen    | finale       | 215              | 0                | 13               | 215              | 1.59,23                    | 5                          | 312                        | 0                      | 1                      | 300                    | 9.51,70                                                 | 3                                                       | 709                                                     | 1536          | Brons |
| Elena Micheli    | vrouwen   | halve finale | 220              | 4                | 5                | 224              | 2.10,63                    | 2                          | 289                        | 0                      | 4                      | 300                    | 11.52,10                                                | 10                                                      | 588                                                     | 1401          | 2 Q   |
| Elena Micheli    | vrouwen   | finale       | 220              | 12               | 3                | 232              | 2.12,47                    | 5                          | 286                        | 7                      | 14                     | 293                    | 11.27,86                                                | 12                                                      | 613                                                     | 1424          | 5     |
| Alice Sotero     | vrouwen   | halve finale | 185              | 8                | 17               | 193              | 2.10,24                    | 1                          | 290                        | 0                      | 2                      | 300                    | 11.22,83                                                | 3                                                       | 618                                                     | 1401          | 3 Q   |
| Alice Sotero     | vrouwen   | finale       | 185              | 6                | 18               | 191              | 2.09,96                    | 1                          | 291                        | 0                      | 6                      | 300                    | 11.33,81                                                | 15                                                      | 607                                                     | 1389          | 13    |

### Paardensport

#### Eventing
| ruiter                                                           | paard                                                    | onderdeel   | dressuur    | dressuur | cross-country  | cross-country  | cross-country  | springen       | springen       | springen       | springen       | springen       | springen       | totaal         | totaal         |
| ruiter                                                           | paard                                                    | onderdeel   | dressuur    | dressuur | cross-country  | cross-country  | cross-country  | kwalificatie   | kwalificatie   | kwalificatie   | finale         | finale         | finale         | totaal         | totaal         |
| ruiter                                                           | paard                                                    | onderdeel   | strafpunten | rang     | strafpunten    | totaal         | rang           | strafpunten    | totaal         | rang           | strafpunten    | totaal         | rang           | strafpunten    | rang           |
| ---------------------------------------------------------------- | -------------------------------------------------------- | ----------- | ----------- | -------- | -------------- | -------------- | -------------- | -------------- | -------------- | -------------- | -------------- | -------------- | -------------- | -------------- | -------------- |
| Evelina Bertoli                                                  | Fidjy des Melezes                                        | individueel | 26,60       | 13       | 6,40           | 33,00          | 19             | 5,20           | 38,20          | 19 Q           | 4,40           | 42,60          | 23             | 42,50          | 23             |
| Emiliano Portale                                                 | Future                                                   | individueel | EL          | EL       | niet geplaatst | niet geplaatst | niet geplaatst | niet geplaatst | niet geplaatst | niet geplaatst | niet geplaatst | niet geplaatst | niet geplaatst | niet geplaatst | niet geplaatst |
| Giovanni Ugolotti                                                | Swirly Temptress                                         | individueel | 25,70       | 9        | 36,40          | 62,10          | 46             | 22,00          | 84,10          | 46             | niet geplaatst | niet geplaatst | niet geplaatst | 84,10          | 46             |
| Evelina Bertoli Emiliano Portale Giovanni Ugolotti Pietro Sandei | Fidjy des Melezes Future Swirly Temptress Rubis de Prere | team        | 152,30      | 16       | 76,80          | 229,10         | 13             | 35,60          | 264,70         | 13             | n.v.t.         | n.v.t.         | n.v.t.         | 364,70         | 13             |

#### Jumping
| ruiter           | paard          | onderdeel   | kwalificatie | kwalificatie | kwalificatie | finale      | finale | finale |
| ruiter           | paard          | onderdeel   | strafpunten  | tijd         | rang         | strafpunten | tijd   | rang   |
| ---------------- | -------------- | ----------- | ------------ | ------------ | ------------ | ----------- | ------ | ------ |
| Emanuele Camilli | Odense Odeveld | individueel | 0            | 75,10        | 8 Q          | 12          | 81,08  | 21     |

### Roeien
Mannen
| atleet | onderdeel         | series  | series | herkansingen | herkansingen | kwartfinale | kwartfinale | halve finale   | halve finale   | finale         | finale         |
| atleet | onderdeel         | tijd    | rang   | tijd         | rang         | tijd        | rang        | tijd           | rang           | tijd           | rang           |
| --- | ----------------- | ------- | ------ | ------------ | ------------ | ----------- | ----------- | -------------- | -------------- | -------------- | -------------- |
| Nicolò Carucci Matteo Sartori | dubbeltwee        | 6.48,77 | 4 H    | 6.43,83      | 4            | n.v.t.      | n.v.t.      | niet geplaatst | niet geplaatst | niet geplaatst | niet geplaatst |
| Stefano Oppo Gabriel Soares | lichte dubbeltwee | 6.29,17 | 1 HA/B | bye          | bye          | n.v.t.      | n.v.t.      | 6.22,85        | 1 FA           | 6.13,33        | Zilver         |
| Davide Comini Giovanni Codato | twee-zonder       | 6.50,25 | 4 H    | 6.50,31      | 2 HA/B       | n.v.t.      | n.v.t.      | 6.45,86        | 5 FB           | 6.28,62        | 12             |
| Giacomo Gentili Luca Chiumento Andrea Panizza Luca Rambaldi | Dubbelvier        | 5.43,31 | 1 FA   | bye          | bye          | n.v.t.      | n.v.t.      | n.v.t.         | n.v.t.         | 5.44,40        | Zilver         |
| Nicholas Kohl Giuseppe Vicino Matteo Lodo Giovanni Abagnale | vier-zonder       | 6.14,65 | 5 H    | 5.52,65      | 1 FA         | n.v.t.      | n.v.t.      | n.v.t.         | n.v.t.         | 5.55,07        | 4              |
| Vincenzo Abbagnale Matteo Della Valle Gennaro Di Mauro Jacopo Frigerio Emanuele Gaetani Liseo Salvatore Monfrecola Leonardo Pietra Caprina Davide Verita Stuurman: Alessandra Faella | acht              | 5.52,52 | 3 H    | 5.36,31      | 5            | n.v.t.      | n.v.t.      | n.v.t.         | n.v.t.         | niet geplaatst | niet geplaatst |

Vrouwen
| atleet | onderdeel  | series  | series | herkansingen | herkansingen | kwartfinale | kwartfinale | halve finale | halve finale | finale  | finale |
| atleet | onderdeel  | tijd    | rang   | tijd         | rang         | tijd        | rang        | tijd         | rang         | tijd    | rang   |
| --- | ---------- | ------- | ------ | ------------ | ------------ | ----------- | ----------- | ------------ | ------------ | ------- | ------ |
| Stefania Gobbi Clara Guerra | dubbeltwee | 7.15,51 | 5 H    | 7.10,41      | 3 HA/B       | n.v.t.      | n.v.t.      | 6.58,08      | 6 FB         | 6.56,87 | 11     |
| Veronica Bumbaca Alice Codato Linda De Filippis Alice Gnatta Elisa Mondelli Giorgia Pelacchi Aisha Rocek Silvia Terrazzi Stuurman:Emanuele Capponi | acht       | 6.28,47 | 3 H    | 6.09,65      | 4 FA         | n.v.t.      | n.v.t.      | n.v.t.       | n.v.t.       | 6.07,51 | 6      |

Legenda: FA=finale A (medailles); FB=finale B (geen medailles); FC=finale C (geen medailles); FD=finale D (geen medailles); FE=finale E (geen medailles); FF=finale F (geen medailles); HA/B=halve finale A/B; HC/D=halve finale C/D; HE/F=halve finale E/F; KF=kwartfinale; H=herkansing

### Schermen
Mannen
| atleet                                              | onderdeel   | eerste ronde         | tweede ronde         | derde ronde          | kwartfinale          | halve finale                               | finale / BM                                | finale / BM    |
| atleet                                              | onderdeel   | tegenstander uitslag | tegenstander uitslag | tegenstander uitslag | tegenstander uitslag | tegenstander uitslag                       | tegenstander uitslag                       | rang           |
| --------------------------------------------------- | ----------- | -------------------- | -------------------- | -------------------- | -------------------- | ------------------------------------------ | ------------------------------------------ | -------------- |
| Davide Di Veroli                                    | degen       | bye                  | Rubes W 14 - 10      | Yamada V 11 - 15     | niet geplaatst       | niet geplaatst                             | niet geplaatst                             | niet geplaatst |
| Andrea Santarelli                                   | degen       | bye                  | Freilich W 15 - 13   | El-Sayed V 10 - 15   | niet geplaatst       | niet geplaatst                             | niet geplaatst                             | niet geplaatst |
| Federico Vismara                                    | degen       | bye                  | Tulen W 15 - 11      | Alimzhanov W 14 - 13 | Andrásfi V 13 - 15   | niet geplaatst                             | niet geplaatst                             | niet geplaatst |
| Davide Di Veroli Andrea Santarelli Federico Vismara | degen team  | n.v.t.               | n.v.t.               | bye                  | Tsjechië V 38 - 43   | Plaatsing 5 - 8 Venezuela W 45 - 34        | Wedstrijd om plaats 5 Kazachstan V 45 - 36 | 5              |
| Guillaume Bianchi                                   | floret      | bye                  | Van Haaster W 15 - 4 | Choupenitch W 15 - 5 | Itkin V 14 - 15      | niet geplaatst                             | niet geplaatst                             | niet geplaatst |
| Filippo Macchi                                      | floret      | bye                  | Xu J W 15 - 10       | Matsuyama W 15 - 10  | Hamza W 15 - 9       | Itkin W 15 - 11                            | Cheung K-l V 14 - 15                       | Zilver         |
| Tommaso Marini                                      | floret      | bye                  | Broszus W 15 - 9     | Pauty V 14 - 15      | niet geplaatst       | niet geplaatst                             | niet geplaatst                             | niet geplaatst |
| Guillaume Bianchi Filippo Macchi Tommaso Marini     | floret team | n.v.t.               | n.v.t.               | bye                  | Polen W 45 - 39      | Verenigde Staten W 45 - 38                 | Japan V 36 - 45                            | Zilver         |
| Luca Curatoli                                       | sabel       | bye                  | Yıldırım W 15 - 10   | Samele V 12 - 15     | niet geplaatst       | niet geplaatst                             | niet geplaatst                             | niet geplaatst |
| Michele Gallo                                       | sabel       | bye                  | Shen C V 6 - 15      | niet geplaatst       | niet geplaatst       | niet geplaatst                             | niet geplaatst                             | niet geplaatst |
| Luigi Samele                                        | sabel       | bye                  | Gordon W 15 - 10     | Curatoli W 15 - 12   | Amer W 15 - 13       | Oh S-u V 5 - 15                            | El-Sissy W 15 - 12                         | Brons          |
| Luca Curatoli Michele Gallo Pietro Torre            | sabel team  | n.v.t.               | n.v.t.               | n.v.t.               | Hongarije V 38 - 45  | Plaatsing 5 - 8 Verenigde Staten W 45 - 40 | Wedstrijd om plaats 5 Egypte W 45 - 38     | 5              |

Reserve
- Degen: Gabriele Cimini
- Floret: Alessio Foconi
- Sabel: Pietro Torre

Vrouwen
| atleet                                                        | onderdeel   | eerste ronde         | tweede ronde         | derde ronde          | kwartfinale          | halve finale                        | finale / BM                              | finale / BM    |
| atleet                                                        | onderdeel   | tegenstander uitslag | tegenstander uitslag | tegenstander uitslag | tegenstander uitslag | tegenstander uitslag                | tegenstander uitslag                     | rang           |
| ------------------------------------------------------------- | ----------- | -------------------- | -------------------- | -------------------- | -------------------- | ----------------------------------- | ---------------------------------------- | -------------- |
| Rossella Fiamingo                                             | degen       | bye                  | Cebula V 14 - 15     | niet geplaatst       | niet geplaatst       | niet geplaatst                      | niet geplaatst                           | niet geplaatst |
| Giulia Rizzi                                                  | degen       | bye                  | Klasik V 11 - 12     | niet geplaatst       | niet geplaatst       | niet geplaatst                      | niet geplaatst                           | niet geplaatst |
| Alberta Santuccio                                             | degen       | bye                  | Tikanah W 15 - 10    | Vitalis W 15 - 12    | Differt V 9 - 10     | niet geplaatst                      | niet geplaatst                           | niet geplaatst |
| Rossella Fiamingo Giulia Rizzi Alberta Santuccio              | degen team  | n.v.t.               | n.v.t.               | bye                  | Egypte W 39 - 26     | China W 45 - 24                     | Frankrijk W 30 - 29                      | Goud           |
| Arianna Errigo                                                | floret      | bye                  | Catantan W 15 - 12   | Lacheray W 15 - 6    | Scruggs V 14 - 15    | niet geplaatst                      | niet geplaatst                           | niet geplaatst |
| Martina Favaretto                                             | floret      | bye                  | Amr Hossny W 15 - 5  | Ranvier W 15 - 9     | Harvey V 14 - 15     | niet geplaatst                      | niet geplaatst                           | niet geplaatst |
| Alice Volpi                                                   | floret      | bye                  | Łyczbińska W 15 - 11 | Călugăreanu W 15 - 9 | Sauer W 15 - 12      | Kiefer V 10 - 15                    | Harvey V 12 - 15                         | 4              |
| Arianna Errigo Martina Favaretto Alice Volpi                  | floret team | n.v.t.               | n.v.t.               | bye                  | Egypte W 45 - 14     | Japan W 45 - 39                     | Verenigde Staten V 45 - 39               | Zilver         |
| Michela Battiston                                             | sabel       | bye                  | Pustai V 12 - 15     | niet geplaatst       | niet geplaatst       | niet geplaatst                      | niet geplaatst                           | niet geplaatst |
| Martina Criscio                                               | sabel       | bye                  | Szűcs V 10 - 15      | niet geplaatst       | niet geplaatst       | niet geplaatst                      | niet geplaatst                           | niet geplaatst |
| Chiara Mormile                                                | sabel       | bye                  | Berder V 10 - 15     | niet geplaatst       | niet geplaatst       | niet geplaatst                      | niet geplaatst                           | niet geplaatst |
| Michela Battiston Martina Criscio Chiara Mormile Irene Vecchi | sabel team  | n.v.t.               | n.v.t.               | bye                  | Oekraïne V 37 - 45   | Plaatsing 5 - 8 Hongarije V 35 - 45 | Wedstrijd om plaats 7 Algerije W 45 - 27 | 7              |

Reserve
- Degen: Mara Navarria
- Floret: Francesca Palumbo
- Sabel: Irene Vecchi

### Schietsport
Mannen
| atleet                | onderdeel               | kwalificaties | kwalificaties | finale         | finale         |
| atleet                | onderdeel               | punten        | rang          | punten         | rang           |
| --------------------- | ----------------------- | ------------- | ------------- | -------------- | -------------- |
| Edoardo Bonazzi       | 10 m luchtgeweer        | 629,8         | 10            | niet geplaatst | niet geplaatst |
| Edoardo Bonazzi       | 50 m geweer 3 houdingen | 588-38x       | 14            | niet geplaatst | niet geplaatst |
| Danilo Sollazzo       | 10 m luchtgeweer        | 631,4         | 3 Q           | 187,4          | 5              |
| Danilo Sollazzo       | 50 m geweer 3 houdingen | 587-37x       | 19            | niet geplaatst | niet geplaatst |
| Paolo Monna           | 10 m luchtpistool       | 579-18x       | 5 Q           | 218,6          | Brons          |
| Federico Nilo Maldini | 10 m luchtpistool       | 581-16x       | 2 Q           | 240,0          | Zilver         |
| Riccardo Mazzetti     | 10 m snelvuurpistool    | 583           | 12            | niet geplaatst | niet geplaatst |
| Massimo Spinella      | 10 m snelvuurpistool    | 586           | 5 Q           | 10             | 6              |
| Tammaro Cassandro     | skeet                   | 124           | 2 Q           | 36             | 4              |
| Gabriele Rossetti     | skeet                   | 122           | 7             | niet geplaatst | niet geplaatst |
| Mauro De Filippis     | trap                    | 121           | 13            | niet geplaatst | niet geplaatst |
| Giovanni Pellielo     | trap                    | 121           | 16            | niet geplaatst | niet geplaatst |

Vrouwen
| atlete             | onderdeel               | kwalificaties | kwalificaties | finale         | finale         |
| atlete             | onderdeel               | punten        | rang          | punten         | rang           |
| ------------------ | ----------------------- | ------------- | ------------- | -------------- | -------------- |
| Barbara Gambaro    | 10 m luchtgeweer        | 626,8         | 24            | niet geplaatst | niet geplaatst |
| Barbara Gambaro    | 50 m geweer 3 houdingen | 580-26x       | 23            | niet geplaatst | niet geplaatst |
| Diana Bacosi       | skeet                   | 117           | 15            | niet geplaatst | niet geplaatst |
| Martina Bartolomei | skeet                   | 117           | 16            | niet geplaatst | niet geplaatst |
| Jessica Rossi      | trap                    | 120           | 9             | niet geplaatst | niet geplaatst |
| Silvana Stanco     | trap                    | 122           | 4 Q           | 40             | Zilver         |

Gemengd
| atlete                               | onderdeel            | kwalificatie | kwalificatie | finale                 | finale         |
| atlete                               | onderdeel            | punten       | rang         | tegenstander resultaat | rang           |
| ------------------------------------ | -------------------- | ------------ | ------------ | ---------------------- | -------------- |
| Barbara Gambaro Danilo Sollazzo      | 10m luchtgeweer team | 625,4        | 17           | niet geplaatst         | niet geplaatst |
| Gabriele Rossetti Diana Bacosi       | skeet team           | 149          | 1            | 45                     | Goud           |
| Tammaro Cassandro Martina Bartolomei | skeet team           | 144          | 5            | niet geplaatst         | niet geplaatst |

### Schoonspringen
Mannen
| atleet                           | onderdeel               | series | series | halve finale   | halve finale   | finale         | finale         |
| atleet                           | onderdeel               | punten | rang   | punten         | rang           | punten         | rang           |
| -------------------------------- | ----------------------- | ------ | ------ | -------------- | -------------- | -------------- | -------------- |
| Lorenzo Marsaglia                | 3 m plank               | 405,05 | 7 Q    | 354,05         | 18             | niet geplaatst | niet geplaatst |
| Giovanni Tocci                   | 3 m plank               | 346,85 | 22     | niet geplaatst | niet geplaatst | niet geplaatst | niet geplaatst |
| Lorenzo Marsaglia Giovanni Tocci | 3 meter plank synchroon | n.v.t. | n.v.t. | n.v.t.         | n.v.t.         | 403,05         | 4              |
| Andreas Sargent Larsen           | 10m toren               | 369,50 | 16 Q   | 394,15         | 15             | niet geplaatst | niet geplaatst |
| Riccardo Giovannini              | 10m toren               | 387,65 | 15 Q   | 400,65         | 13             | niet geplaatst | niet geplaatst |

Vrouwen
| atlete                           | onderdeel           | series | series | halve finale | halve finale | finale         | finale         |
| atlete                           | onderdeel           | punten | rang   | punten       | rang         | punten         | rang           |
| -------------------------------- | ------------------- | ------ | ------ | ------------ | ------------ | -------------- | -------------- |
| Elena Bertocchi                  | 3 m plank           | 282,30 | 14 Q   | 245,10       | 17           | niet geplaatst | niet geplaatst |
| Chiara Pellacani                 | 3 m plank           | 297,70 | 7 Q    | 324,75       | 3 Q          | 309,60         | 4              |
| Elena Bertocchi Chiara Pellacani | 3 m plank synchroon | n.v.t. | n.v.t. | n.v.t.       | n.v.t.       | 293,52         | 4              |
| Maia Biginelli                   | 10 m toren          | 277,00 | 18 Q   | 240,80       | 18           | niet geplaatst | niet geplaatst |
| Sarah Jodoin di Maria            | 10 m toren          | 286,10 | 11 Q   | 294,85       | 10 Q         | 301,75         | 10             |

### Skateboarden
Mannen
| atleet             | onderdeel | kwalificaties | kwalificaties | finale         | finale         |
| atleet             | onderdeel | punten        | rang          | punten         | rang           |
| ------------------ | --------- | ------------- | ------------- | -------------- | -------------- |
| Alessandro Mazzara | park      | 83,17         | 11            | niet geplaatst | niet geplaatst |
| Alex Sorgente      | park      | 91,14         | 3 Q           | 84,26          | 6              |

### Surfen
Mannen
| Atleet              | Onderdeel | Ronde 1 | Ronde 1 | Ronde 2 | Ronde 2 | Ronde 3              | Kwartfinale          | Halve finale         | Finale / BM          | Finale / BM    |
| Atleet              | Onderdeel | Score   | Rang    | Score   | Rang    | Tegenstander Uitslag | Tegenstander Uitslag | Tegenstander Uitslag | Tegenstander Uitslag | Rang           |
| ------------------- | --------- | ------- | ------- | ------- | ------- | -------------------- | -------------------- | -------------------- | -------------------- | -------------- |
| Leonardo Fioravanti | mannen    | 8,87    | 2 q     | 7,00    | 2       | niet geplaatst       | niet geplaatst       | niet geplaatst       | niet geplaatst       | niet geplaatst |

### Synchroonzwemmen
| atlete | onderdeel | technische routine | technische routine | vrije routine | vrije routine             | vrije routine | acrobatische routine | acrobatische routine                    | acrobatische routine |
| atlete | onderdeel | punten             | rang               | punten        | totaal (technisch + vrij) | rang          | punten               | totaal (technisch + vrij + acrobatisch) | rang                 |
| --- | --------- | ------------------ | ------------------ | ------------- | ------------------------- | ------------- | -------------------- | --------------------------------------- | -------------------- |
| Linda Cerruti Lucrezia Ruggiero                                                                                                   | duet      | DNS                | DNS                | DNS           | DNS                       | DNS           | n.v.t.               | n.v.t.                                  | n.v.t.               |
| Linda Cerruti Marta Iacoacci Sofia Mastroianni Enrica Piccoli Lucrezia Ruggiero Isotta Sportelli Giulia Vernice Francescca Zunino | team      | 277,8304           | 5                  | 326,1500      | 603,9804                  | 7             | 241,9866             | 845,9670                                | 8                    |

### Taekwondo
Mannen
| atleet           | onderdeel | kwalificatie         | eerste ronde         | kwartfinale          | halve finale         | herkansing           | finale / BM          | finale / BM |
| atleet           | onderdeel | tegenstander uitslag | tegenstander uitslag | tegenstander uitslag | tegenstander uitslag | tegenstander uitslag | tegenstander uitslag | rang        |
| ---------------- | --------- | -------------------- | -------------------- | -------------------- | -------------------- | -------------------- | -------------------- | ----------- |
| Vito Dell'Aquila | -58 kg    | n.v.t.               | Ababakirov W 2 - 1   | Salim W 2 - 0        | Magomedov V 0 - 2    | bye                  | Ravet V W/O          | 5           |
| Simone Alessio   | -80 kg    | n.v.t.               | Toleugali W 2 - 0    | Barkhordari V 1 - 2  | niet geplaatst       | Jaysunov W 2 - 0     | Nickolas W 2 - 0     | Brons       |

Vrouwen
| atleet         | onderdeel | kwalificatie         | eerste ronde         | kwartfinale          | halve finale         | herkansing           | finale / BM          | finale / BM    |
| atleet         | onderdeel | tegenstander uitslag | tegenstander uitslag | tegenstander uitslag | tegenstander uitslag | tegenstander uitslag | tegenstander uitslag | rang           |
| -------------- | --------- | -------------------- | -------------------- | -------------------- | -------------------- | -------------------- | -------------------- | -------------- |
| Ilenia Matonti | -49 kg    | n.v.t.               | Dinçel V 0 - 2       | niet geplaatst       | niet geplaatst       | niet geplaatst       | niet geplaatst       | niet geplaatst |

### Tafeltennis
Vrouwen
| atleet           | onderdeel | voorronde            | eerste ronde         | tweede ronde         | derde ronde          | kwartfinale          | halve finale         | finale / BM          | finale / BM    |
| atleet           | onderdeel | tegenstander uitslag | tegenstander uitslag | tegenstander uitslag | tegenstander uitslag | tegenstander uitslag | tegenstander uitslag | tegenstander uitslag | rang           |
| ---------------- | --------- | -------------------- | -------------------- | -------------------- | -------------------- | -------------------- | -------------------- | -------------------- | -------------- |
| Giorgia Piccolin | enkelspel | bye                  | Hirano V 0 - 4       | niet geplaatst       | niet geplaatst       | niet geplaatst       | niet geplaatst       | niet geplaatst       | niet geplaatst |
| Debora Vivarelli | enkelspel | bye                  | Hayata V 0 - 4       | niet geplaatst       | niet geplaatst       | niet geplaatst       | niet geplaatst       | niet geplaatst       | niet geplaatst |

### Tennis
Als nummer 1 van de wereld, was Jannik Sinner geselecteerd om deel te nemen aan zowel het enkel- als het dubbelspel voor Italië. Omwille van een amandelontsteking trok hij zich op 24 juli 2024 terug uit de competitie. In het enkelspel werd hij vervangen door Andrea Vavassori, in het dubbelspel nam Luciano Darderi zijn vrijgekomen plaats in.
Mannen
| atleet                          | onderdeel  | eerste ronde             | tweede ronde                                       | derde ronde          | kwartfinale          | halve finale         | finale / BM               | finale / BM    |
| atleet                          | onderdeel  | tegenstander uitslag     | tegenstander uitslag                               | tegenstander uitslag | tegenstander uitslag | tegenstander uitslag | tegenstander uitslag      | rang           |
| ------------------------------- | ---------- | ------------------------ | -------------------------------------------------- | -------------------- | -------------------- | -------------------- | ------------------------- | -------------- |
| Matteo Arnaldi                  | enkelspel  | Fils W 6-4, 7-6[9-7]     | Koepfer V 6-3, 2-6, 1-6                            | niet geplaatst       | niet geplaatst       | niet geplaatst       | niet geplaatst            | niet geplaatst |
| Luciano Darderi                 | enkelspel  | Paul V 3-6, 4-6          | niet geplaatst                                     | niet geplaatst       | niet geplaatst       | niet geplaatst       | niet geplaatst            | niet geplaatst |
| Lorenzo Musetti                 | enkelspel  | Monfils W 6-1, 6-4       | Navone W 7-6[7-2], 6-3                             | Fritz W 6-4, 7-5     | Zverev W 7-5, 7-5    | Djokovic V 4-6, 2-6  | Aliassime W 6-4, 1-6, 6-3 | Brons          |
| Andrea Vavassori                | enkelspel  | Martínez W 6-4, 4-6, 6-4 | Ruud V 6-4, 4-6, 3-6                               | niet geplaatst       | niet geplaatst       | niet geplaatst       | niet geplaatst            | niet geplaatst |
| Luciano Darderi Lorenzo Musetti | dubbelspel | n.v.t.                   | Jarry - Tabilo V 3-6, 7-6[7-5], [5-10]             | niet geplaatst       | niet geplaatst       | niet geplaatst       | niet geplaatst            | niet geplaatst |
| Simone Bolelli Andrea Vavassori | dubbelspel | n.v.t.                   | Carreño Busta - Granollers V 6-2, 6-7[5-7], [7-10] | niet geplaatst       | niet geplaatst       | niet geplaatst       | niet geplaatst            | niet geplaatst |

Vrouwen
| atlete                                 | onderdeel  | eerste ronde            | tweede ronde               | derde ronde                       | kwartfinale                 | halve finale                 | finale / BM                                | finale / BM    |
| atlete                                 | onderdeel  | tegenstander uitslag    | tegenstander uitslag       | tegenstander uitslag              | tegenstander uitslag        | tegenstander uitslag         | tegenstander uitslag                       | rang           |
| -------------------------------------- | ---------- | ----------------------- | -------------------------- | --------------------------------- | --------------------------- | ---------------------------- | ------------------------------------------ | -------------- |
| Lucia Bronzetti                        | enkelspel  | Vekić V 2-6, 5-7        | niet geplaatst             | niet geplaatst                    | niet geplaatst              | niet geplaatst               | niet geplaatst                             | niet geplaatst |
| Elisabetta Cocciaretto                 | enkelspel  | AIN Shnaider V 2-6, 5-7 | niet geplaatst             | niet geplaatst                    | niet geplaatst              | niet geplaatst               | niet geplaatst                             | niet geplaatst |
| Sara Errani                            | enkelspel  | Zheng Q V 0-6, 0-6      | niet geplaatst             | niet geplaatst                    | niet geplaatst              | niet geplaatst               | niet geplaatst                             | niet geplaatst |
| Jasmine Paolini                        | enkelspel  | Bogdan W 7-5, 6-3       | Linette W 6-4, 6-1         | Schmiedlová V 5-7, 6-3, 5-7       | niet geplaatst              | niet geplaatst               | niet geplaatst                             | niet geplaatst |
| Sara Errani Jasmine Paolini            | dubbelspel | n.v.t.                  | Routliffe - Sun W 6-2, 6-3 | Garcia - Parry W 5-7, 6-3, [10-8] | Boulter - Watson W 6-3, 6-1 | Muchová - Nosková W 6-3, 6-2 | AIN Andreeva - Shnaider W 2-6, 6-1, [10-7] | Goud           |
| Lucia Bronzetti Elisabetta Cocciaretto | dubbelspel | n.v.t.                  | Bucșa - Tormo V 1-6, 2-6   | niet geplaatst                    | niet geplaatst              | niet geplaatst               | niet geplaatst                             | niet geplaatst |

Gemengd
| atleten                      | onderdeel  | eerste ronde                      | kwartfinale                               | halve finale         | finale / BM          | finale / BM    |
| atleten                      | onderdeel  | tegenstander uitslag              | tegenstander uitslag                      | tegenstander uitslag | tegenstander uitslag | rang           |
| ---------------------------- | ---------- | --------------------------------- | ----------------------------------------- | -------------------- | -------------------- | -------------- |
| Andrea Vavassori Sara Errani | dubbelspel | AIN Andreeva - Mdvedev W 6-3, 6-2 | Koolhof - Schuurs V 7-6[7-4], 3-6, [9-11] | niet geplaatst       | niet geplaatst       | niet geplaatst |

### Triatlon
Individueel
| Atleet             | Evenement | Zwemmen(1.5 km) | Wissel 1 | Fietsen (40 km) | Wissel 2 | Lopen(10 km) | Totaal Tijd | Ranking |
| ------------------ | --------- | --------------- | -------- | --------------- | -------- | ------------ | ----------- | ------- |
| Alessio Crociani   | Mannen    | 20.10           | 0,49     | 52.32           | 0,24     | 34.24        | 1.48.19     | 30      |
| Gianluca Pozzatti  | Mannen    | 20.31           | 0,51     | 52.01           | 0,27     | 30.51        | 1.44.41     | 14      |
| Alice Betto        | Vrouwen   | 23.41           | 0.56     | 58.11           | 0.28     | 30.40        | 1.57.56     | 16      |
| Bianca Seregni     | Vrouwen   | 22.14           | 0.59     | 59.37           | 0.31     | 35.50        | 1.59.11     | 22      |
| Verena Steinhauser | Vrouwen   | 24.51           | 0.56     | 1.00.28         | 0.29     | 35.51        | 2.02.35     | 39      |

Gemengd
| Atleet             | Evenement   | Zwemmen (250 m) | Wissel 1 | Fietsen (7 km) | Wissel 2 | Lopen (1.5 km) | Totaal Groeps tijd | Ranking |
| ------------------ | ----------- | --------------- | -------- | -------------- | -------- | -------------- | ------------------ | ------- |
| Gianluca Pozzatti  | Mixed relay | 4.12            | 1.04     | 9.37           | 0.23     | 4.55           | 20.11              | n.v.t.  |
| Alice Betto        | Mixed relay | 4.58            | 1.08     | 10.40          | 0.27     | 5.47           | 23.00              | n.v.t.  |
| Alessio Crociani   | Mixed relay | 4.14            | 1.04     | 9.32           | 0.24     | 5.02           | 20.16              | n.v.t.  |
| Verena Steinhauser | Mixed relay | 5.25            | 1.12     | 10.41          | 0.29     | 5.57           | 23.44              | n.v.t.  |
| Totaal             | Mixed relay | n.v.t.          | n.v.t.   | n.v.t.         | n.v.t.   | n.v.t.         | 1.27.11            | 6       |

### Volleybal

#### Beachvolleybal
| atleten                            | onderdeel | eerste ronde                  | eerste ronde                   | eerste ronde                    | eerste ronde | tussenronde          | achtste finale           | kwartfinale          | halve finale         | finale / BM          | finale / BM    |
| atleten                            | onderdeel | tegenstander uitslag          | tegenstander uitslag           | tegenstander uitslag            | stand        | tegenstander uitslag | tegenstander uitslag     | tegenstander uitslag | tegenstander uitslag | tegenstander uitslag | rang           |
| ---------------------------------- | --------- | ----------------------------- | ------------------------------ | ------------------------------- | ------------ | -------------------- | ------------------------ | -------------------- | -------------------- | -------------------- | -------------- |
| Samuele Cottafava Paolo Nicolai    | mannen    | Younousse - Tijan V 0 - 2     | Nicolaidis - Carracher W 2 - 0 | Åhman - Hellvig W 2 - 0         | 2 Q          | bye                  | Partain - Benesh V 0 - 2 | niet geplaatst       | niet geplaatst       | niet geplaatst       | niet geplaatst |
| Adrian Carambula Alex Ranghieri    | mannen    | van de Velde - Immers W 2 - 1 | Mol - Sørum V 0 - 2            | E. Grimalt - M. Grimalt V 0 - 2 | 4            | niet geplaatst       | niet geplaatst           | niet geplaatst       | niet geplaatst       | niet geplaatst       | niet geplaatst |
| Valentina Gottardi Marta Menegatti | vrouwen   | Fernández - Soria V 1 - 2     | Abdelhady - Elghobashy W 2 - 0 | Ramos - Duda V 0 - 2            | 3 q          | bye                  | Hughes - Cheng V 1 - 2   | niet geplaatst       | niet geplaatst       | niet geplaatst       | niet geplaatst |

#### Mannenteam
| Atleten | Discipline | Resultaat | Prestatie |
| --- | ---------- | --------- | --------- |
| Fabio Balaso Alessandro Bovolenta Mattia Bottolo Gianluca Galassi Simone Giannelli Daniele Lavia Alessandro Michieletto Luca Porro Yuri Romanò Roberto Russo Giovanni Sanguinetti Riccardo Sbertoli | mannen     | 4         | zie onder |

| # | Ploeg    | Punten | Wedstrijden | Wedstrijden | Wedstrijden | Sets | Sets | Sets  |
| # | Ploeg    | Punten | G           | W           | V           | W    | V    | Ratio |
| - | -------- | ------ | ----------- | ----------- | ----------- | ---- | ---- | ----- |
| 1 | Italië   | 9      | 3           | 3           | 0           | 9    | 2    | +7    |
| 2 | Polen    | 5      | 3           | 2           | 1           | 7    | 5    | +2    |
| 3 | Brazilië | 4      | 3           | 1           | 2           | 6    | 6    | 0     |
| 4 | Egypte   | 0      | 3           | 0           | 3           | 0    | 9    | -9    |

| Groepsfase      |                 |        |        |          |                  |  |  |
| 27 juli 2024    | 13:00           | Italië | 3 - 1  | Brazilië |                  |  |  |
| 30 juli 2024    | 09:00           | Italië | 3 - 0  | Egypte   |                  |  |  |
| 3 augustus 2024 | 17:00           | Polen  | 1 - 3  | Italië   |                  |  |  |
|                 |                 |        |        |          |                  |  |  |
| Kwartfinale     | 5 augustus 2024 | 13:00  | Italië | 3 - 2    | Japan            |  |  |
|                 |                 |        |        |          |                  |  |  |
| Halve finale    | 7 augustus 2024 | 20:00  | Italië | 0 - 3    | Frankrijk        |  |  |
|                 |                 |        |        |          |                  |  |  |
| Bronzen Finale  | 9 augustus 2024 | 16:00  | Italië | 0 - 3    | Verenigde Staten |  |  |

#### Vrouwenteam
| Atleten | Discipline | Resultaat | Prestatie |
| --- | ---------- | --------- | --------- |
| Ekaterina Antropova Caterina Bosetti Carlotta Cambi Anna Danesi Monica De Gennaro Paola Egonu Sarah Luisa Fahr Gaia Giovannini Marina Lubian Loveth Omoruyi Alessia Orro Myriam Sylla | vrouwen    | 1 [ 4 ]   | zie onder |

| # | Ploeg                  | Punten | Wedstrijden | Wedstrijden | Wedstrijden | Sets | Sets | Sets  |
| # | Ploeg                  | Punten | G           | W           | V           | W    | V    | Ratio |
| - | ---------------------- | ------ | ----------- | ----------- | ----------- | ---- | ---- | ----- |
| 1 | Italië                 | 9      | 3           | 3           | 0           | 9    | 1    | +8    |
| 2 | Turkije                | 6      | 3           | 2           | 1           | 6    | 6    | 0     |
| 3 | Dominicaanse Republiek | 3      | 3           | 1           | 2           | 5    | 7    | -2    |
| 4 | Nederland              | 1      | 3           | 0           | 3           | 3    | 9    | -6    |

| groepsfase      |                  |        |                  |                        |        |  |  |
| 28 juli 2024    | 09:00            | Italië | 3 - 1            | Dominicaanse Republiek |        |  |  |
| 1 augustus 2024 | 17:00            | Italië | 3 - 0            | Nederland              |        |  |  |
| 4 augustus 2024 | 09:00            | Italië | 3 - 0            | Turkije                |        |  |  |
|                 |                  |        |                  |                        |        |  |  |
| kwartfinale     | 6 augustus 2024  | 21:00  | Italië           | 3 - 0                  | Servië |  |  |
|                 |                  |        |                  |                        |        |  |  |
| halve finale    | 8 augustus 2024  | 20:00  | Turkije          | 0 - 3                  | Italië |  |  |
|                 |                  |        |                  |                        |        |  |  |
| finale          | 11 augustus 2024 | 13:00  | Verenigde Staten | 0 - 3                  | Italië |  |  |

### Waterpolo

#### Mannen
| Waterpoloër(s) | Onderdeel | Resultaat |
| --- | --------- | --------- |
| Marco Del Lungo Francesco Di Fulvio Alessandro Velotto Tommaso Gianazza Andrea Fondelli Francesco Condemi Vincenzo Renzuto Gonzalo Echenique Nicholas Presciutti Lorenzo Bruni Edoardo Di Somma Matteo Iocchi Gratta Gianmarco Nicosia | Mannen    | 7         |

| Pos | Team             | Wed | W | WNS | VNS | V | GV | GT | GS  | Ptn | Kwalificatie |
| --- | ---------------- | --- | - | --- | --- | - | -- | -- | --- | --- | ------------ |
| 1   | Griekenland      | 5   | 3 | 1   | 0   | 1 | 61 | 52 | +9  | 11  | Kwartfinales |
| 2   | Italië           | 5   | 3 | 1   | 0   | 1 | 60 | 43 | +17 | 11  | Kwartfinales |
| 3   | Verenigde Staten | 5   | 3 | 0   | 0   | 2 | 59 | 51 | +8  | 9   | Kwartfinales |
| 4   | Kroatië          | 5   | 3 | 0   | 0   | 2 | 58 | 57 | +1  | 9   | Kwartfinales |
| 5   | Montenegro       | 5   | 1 | 0   | 2   | 2 | 45 | 50 | −5  | 5   |              |
| 6   | Roemenië         | 5   | 0 | 0   | 0   | 5 | 37 | 67 | −30 | 0   |              |

| Groepsfase            |                  |             |           |                  |           |  |  |
| 28 juli 2024          | 15:00            | Italië      | 12 - 8    | Verenigde Staten |           |  |  |
| 30 juli 2024          | 12:05            | Kroatië     | 11 - 14   | Italië           |           |  |  |
| 1 augustus 2024       | 16:35            | Italië      | 11 - 9    | Montenegro       |           |  |  |
| 3 augustus 2024       | 21:05            | Italië      | 18 - 7    | Roemenië         |           |  |  |
| 5 augustus 2024       | 15:10            | Griekenland | 9 - 8     | Italië           |           |  |  |
|                       |                  |             |           |                  |           |  |  |
| Kwartfinale           | 7 augustus 2024  | 20:35       | Italië    | 10 - 12          | Hongarije |  |  |
|                       |                  |             |           |                  |           |  |  |
| Plaatsing 5 - 8       | 9 augustus 2024  | 13:00       | Italië    | 9 - 11           | Spanje    |  |  |
|                       |                  |             |           |                  |           |  |  |
| Wedstrijd om plaats 7 | 10 augustus 2024 | 19:35       | Australië | 6 - 10           | Italië    |  |  |

#### Vrouwen
| Waterpoloster(s) | Onderdeel | Resultaat |
| --- | --------- | --------- |
| Aurora Condorelli Chiara Tabani Giuditta Galardi Silvia Avegno Sofia Giustini Dafne Bettini Domitilla Picozzi Roberta Bianconi Valeria Palmieri Claudia Marletta Agnese Cocchiere Giulia Viacava Caterina Banchelli | Vrouwen   | 6         |

| Pos | Team             | Wed | W | WNS | VNS | V | GV | GT | GS  | Ptn | Kwalificatie |
| --- | ---------------- | --- | - | --- | --- | - | -- | -- | --- | --- | ------------ |
| 1   | Spanje           | 4   | 4 | 0   | 0   | 0 | 51 | 36 | +15 | 12  | Kwartfinales |
| 2   | Verenigde Staten | 4   | 3 | 0   | 0   | 1 | 53 | 27 | +26 | 9   | Kwartfinales |
| 3   | Italië           | 4   | 1 | 0   | 0   | 3 | 34 | 40 | −6  | 3   | Kwartfinales |
| 4   | Griekenland      | 4   | 1 | 0   | 0   | 3 | 33 | 41 | −8  | 3   | Kwartfinales |
| 5   | Frankrijk (G)    | 4   | 1 | 0   | 0   | 3 | 24 | 51 | −27 | 3   |              |

| Groepsfase            |                  |             |           |                  |        |  |  |
| 29 juli 2024          | 14:00            | Frankrijk   | 9 - 8     | Italië           |        |  |  |
| 31 juli 2024          | 18:30            | Italië      | 3 - 10    | Verenigde Staten |        |  |  |
| 2 augustus 2024       | 15:35            | Griekenland | 8 - 12    | Italië           |        |  |  |
| 4 augustus 2024       | 15:35            | Italië      | 11 - 13   | Spanje           |        |  |  |
|                       |                  |             |           |                  |        |  |  |
| Kwartfinale           | 6 augustus 2024  | 15:35       | Nederland | 11 - 8           | Italië |  |  |
|                       |                  |             |           |                  |        |  |  |
| Plaatsing 5 - 8       | 8 augustus 2024  | 13:00       | Italië    | 10 - 5           | Canada |  |  |
|                       |                  |             |           |                  |        |  |  |
| Wedstrijd om plaats 5 | 10 augustus 2024 | 14:00       | Hongarije | 15 - 12          | Italië |  |  |

### Wielersport

#### Baanwielrennen
Keirin
| atleet      | onderdeel        | ronde 1 | herkansing | kwartfinale    | halve finale   | finale         |
| atleet      | onderdeel        | rang    | rang       | rang           | rang           | rang           |
| ----------- | ---------------- | ------- | ---------- | -------------- | -------------- | -------------- |
| Sara Fiorin | keirin (vrouwen) | 6       | 5          | niet geplaatst | niet geplaatst | niet geplaatst |
| Miriam Vece | keirin (vrouwen) | 3       | 3          | niet geplaatst | niet geplaatst | niet geplaatst |

Koppelkoers
| atleet                            | onderdeel             | punten | rondes | rang   |
| --------------------------------- | --------------------- | ------ | ------ | ------ |
| Simone Consonni Elia Viviani      | koppelkoers (mannen)  | 47     | 20     | Zilver |
| Chiara Consonni Vittoria Guazzini | koppelkoers (vrouwen) | 37     | 20     | Goud   |

Omnium
| atleet              | onderdeel        | scratchrace | scratchrace | temporace | temporace | afvalrace | afvalrace | puntenrace | puntenrace | totaal punten | rang |
| atleet              | onderdeel        | rang        | punten      | rang      | punten    | rang      | punten    | rang       | punten     | totaal punten | rang |
| ------------------- | ---------------- | ----------- | ----------- | --------- | --------- | --------- | --------- | ---------- | ---------- | ------------- | ---- |
| Elia Viviani        | omnium (mannen)  | 12          | 18          | 10        | 22        | 4         | 34        | 8          | 23         | 97            | 9    |
| Letizia Paternoster | omnium (vrouwen) | 10          | 22          | 15        | 12        | 6         | 30        | 14         | 20         | 84            | 11   |

Ploegenachtervolging
| atleet                                                                              | onderdeel                      | kwalificatie | kwalificatie | halve finale             | halve finale | finale                      | finale |
| atleet                                                                              | onderdeel                      | tijd         | rang         | tegenstander uitslag     | rang         | tegenstander uitslag        | rang   |
| ----------------------------------------------------------------------------------- | ------------------------------ | ------------ | ------------ | ------------------------ | ------------ | --------------------------- | ------ |
| Simone Consonni Filippo Ganna Francesco Lamon Jonathan Milan                        | ploegenachtervolging (mannen)  | 3.44,351     | 4 Q          | Australië V 3.43,205     | 4            | Denemarken W 3.44,197       | Brons  |
| Chiara Consonni Martina Fidanza Letizia Paternoster Vittoria Guazzini Elisa Balsamo | ploegenachtervolging (vrouwen) | 4.07,579     | 4 Q          | Nieuw-Zeeland V 4.07,491 | 4            | Groot-Brittannië V 4.08,961 | 4      |

Sprint
| atleet      | onderdeel        | kwalificaties | kwalificaties | ronde 1              | herkansing 1              | ronde 2              | herkansing 2         | ronde 3              | herkansing 3         | kwartfinale          | halve finale         | finale/BM            | finale/BM      |
| atleet      | onderdeel        | tijd          | rang          | tegenstander uitslag | tegenstander uitslag      | tegenstander uitslag | tegenstander uitslag | tegenstander uitslag | tegenstander uitslag | tegenstander uitslag | tegenstander uitslag | tegenstander uitslag | rang           |
| ----------- | ---------------- | ------------- | ------------- | -------------------- | ------------------------- | -------------------- | -------------------- | -------------------- | -------------------- | -------------------- | -------------------- | -------------------- | -------------- |
| Sara Fiorin | sprint (vrouwen) | 11,085        | 26            | niet geplaatst       | niet geplaatst            | niet geplaatst       | niet geplaatst       | niet geplaatst       | niet geplaatst       | niet geplaatst       | niet geplaatst       | niet geplaatst       | niet geplaatst |
| Miriam Vece | sprint (vrouwen) | 10,560        | 16 Q          | Fulton V 10,933      | Gaxiola Nicolaes V 11,594 | niet geplaatst       | niet geplaatst       | niet geplaatst       | niet geplaatst       | niet geplaatst       | niet geplaatst       | niet geplaatst       | niet geplaatst |

#### BMX
Race
| atleet            | onderdeel     | kwartfinale | kwartfinale | last chance race | last chance race | halve finale | halve finale | finale         | finale         |
| atleet            | onderdeel     | punten      | rang        | tijd             | rang             | punten       | rang         | uitslag        | rang           |
| ----------------- | ------------- | ----------- | ----------- | ---------------- | ---------------- | ------------ | ------------ | -------------- | -------------- |
| Pietro Bertagnoli | race (mannen) | 14          | 12 Q        | bye              | bye              | 15           | 9            | niet geplaatst | niet geplaatst |

#### Mountainbiken
| atleet           | onderdeel               | tijd    | rang |
| ---------------- | ----------------------- | ------- | ---- |
| Simone Avondetto | cross-country (mannen)  | 1.30.52 | 19   |
| Luca Braidot     | cross-country (mannen)  | 1.26.56 | 4    |
| Martina Berta    | cross-country (vrouwen) | 1.32.50 | 14   |
| Chiara Teocchi   | cross-country (vrouwen) | 1.31.52 | 11   |

#### Wegwielrennen
Mannen
| atleet          | onderdeel    | tijd     | rang   |
| --------------- | ------------ | -------- | ------ |
| Filippo Ganna   | tijdrit      | 36.27,08 | Zilver |
| Alberto Bettiol | tijdrit      | 38.06,77 | 18     |
| Alberto Bettiol | wegwedstrijd | 6.21.54  | 23     |
| Luca Mozzato    | wegwedstrijd | 6.36.57  | 50     |
| Elia Viviani    | wegwedstrijd | DNF      | DNF    |

Vrouwen
| atleet               | onderdeel    | tijd     | rang |
| -------------------- | ------------ | -------- | ---- |
| Elisa Balsamo        | wegwedstrijd | 4.07.39  | 54   |
| Elena Cecchini       | wegwedstrijd | 4.04.23  | 25   |
| Silvia Persico       | wegwedstrijd | 4.07.39  | 55   |
| Elisa Longo Borghini | wegwedstrijd | 4.02.28  | 9    |
| Elisa Longo Borghini | tijdrit      | 15.10,30 | 8    |

### Worstelen

#### Vrije stijl
Mannen
| atleet        | onderdeel | eerste ronde         | kwartfinale          | halve finale         | herkansing           | finale / BM          | finale / BM    |
| atleet        | onderdeel | tegenstander uitslag | tegenstander uitslag | tegenstander uitslag | tegenstander uitslag | tegenstander uitslag | rang           |
| ------------- | --------- | -------------------- | -------------------- | -------------------- | -------------------- | -------------------- | -------------- |
| Frank Chamizo | −74 kg    | Emani V 4 - 9        | niet geplaatst       | niet geplaatst       | niet geplaatst       | niet geplaatst       | niet geplaatst |

Vrouwen
| atlete          | onderdeel | eerste ronde         | kwartfinale          | halve finale         | herkansing           | finale / BM          | finale / BM    |
| atlete          | onderdeel | tegenstander uitslag | tegenstander uitslag | tegenstander uitslag | tegenstander uitslag | tegenstander uitslag | rang           |
| --------------- | --------- | -------------------- | -------------------- | -------------------- | -------------------- | -------------------- | -------------- |
| Emanuela Liuzzi | −50 kg    | Otgonjargal V W/O    | niet geplaatst       | niet geplaatst       | niet geplaatst       | niet geplaatst       | niet geplaatst |
| Aurora Russo    | −57 kg    | Valverde V 0 - 6F    | niet geplaatst       | niet geplaatst       | niet geplaatst       | niet geplaatst       | niet geplaatst |

### Zeilen
Mannen
| atleet           | onderdeel    | voorrondes | voorrondes | voorrondes | voorrondes | voorrondes | voorrondes | voorrondes | voorrondes  | voorrondes  | voorrondes  | voorrondes  | voorrondes  | voorrondes  | voorrondes  | voorrondes  | voorrondes  | voorrondes | voorrondes | halve finale(s) | halve finale(s) | halve finale(s) | halve finale(s) | halve finale(s) | halve finale(s) | finales(s) | finales(s) | finales(s) | finales(s)  | finales(s)  | finales(s)  | rang |
| atleet           | onderdeel    | 1          | 2          | 3          | 4          | 5          | 6          | 7          | 8           | 9           | 10          | 11          | 12          | 13          | 14          | 15          | 16          | tot.       | rang       | 1               | 2               | 3               | 4               | 5               | 6               | 1          | 2          | 3          | 4           | 5           | 6           | rang |
| ---------------- | ------------ | ---------- | ---------- | ---------- | ---------- | ---------- | ---------- | ---------- | ----------- | ----------- | ----------- | ----------- | ----------- | ----------- | ----------- | ----------- | ----------- | ---------- | ---------- | --------------- | --------------- | --------------- | --------------- | --------------- | --------------- | ---------- | ---------- | ---------- | ----------- | ----------- | ----------- | ---- |
| Riccardo Pianosi | Formula Kite | 10         | 6          | 8          | 14         | 1          | 4          | 1          | geannuleerd | geannuleerd | geannuleerd | geannuleerd | geannuleerd | geannuleerd | geannuleerd | geannuleerd | geannuleerd | 44         | 2          | 2               | geannuleerd     | geannuleerd     | geannuleerd     | geannuleerd     | geannuleerd     | 3          | 4          | 2          | geannuleerd | geannuleerd | geannuleerd | 4    |

| atleet       | onderdeel | voorrondes | voorrondes | voorrondes | voorrondes | voorrondes | voorrondes | voorrondes | voorrondes | voorrondes | voorrondes | voorrondes | voorrondes | voorrondes | voorrondes  | voorrondes  | voorrondes  | voorrondes  | voorrondes  | voorrondes  | voorrondes  | voorrondes | voorrondes | kwartfinale | halve finale   | finales        | rang |
| atleet       | onderdeel | 1          | 2          | 3          | 4          | 5          | 6          | 7          | 8          | 9          | 10         | 11         | 12         | 13         | 14          | 15          | 16          | 17          | 18          | 19          | 20          | tot.       | rang       | kwartfinale | halve finale   | finales        | rang |
| ------------ | --------- | ---------- | ---------- | ---------- | ---------- | ---------- | ---------- | ---------- | ---------- | ---------- | ---------- | ---------- | ---------- | ---------- | ----------- | ----------- | ----------- | ----------- | ----------- | ----------- | ----------- | ---------- | ---------- | ----------- | -------------- | -------------- | ---- |
| Nicolò Renna | IQFoil    | 2          | 15         | 25         | 4          | 2          | 5          | 25         | 12         | 12         | 7          | 1          | 9          | 4          | geannuleerd | geannuleerd | geannuleerd | geannuleerd | geannuleerd | geannuleerd | geannuleerd | 73         | 6 Q        | 3           | niet geplaatst | niet geplaatst | 6    |

| atleet             | onderdeel | race | race | race | race | race | race | race | race | race        | race        | race   | race   | race | netto punten | eindnotering |
| atleet             | onderdeel | 1    | 2    | 3    | 4    | 5    | 6    | 7    | 8    | 9           | 10          | 11     | 12     | M    | netto punten | eindnotering |
| ------------------ | --------- | ---- | ---- | ---- | ---- | ---- | ---- | ---- | ---- | ----------- | ----------- | ------ | ------ | ---- | ------------ | ------------ |
| Lorenzo Chiavarini | ILCA 7    | 25   | 21   | 4    | 6    | 17   | 27   | 5    | 19   | geannuleerd | geannuleerd | n.v.t. | n.v.t. | 14   | 111          | 9            |

Vrouwen
| atleet          | onderdeel    | voorrondes | voorrondes | voorrondes | voorrondes | voorrondes | voorrondes | voorrondes  | voorrondes  | voorrondes  | voorrondes  | voorrondes  | voorrondes  | voorrondes  | voorrondes  | voorrondes  | voorrondes  | voorrondes | voorrondes | halve finale(s) | halve finale(s) | halve finale(s) | halve finale(s) | halve finale(s) | halve finale(s) | finales(s)     | finales(s)     | finales(s)     | finales(s)     | finales(s)     | finales(s)     | rang |
| atleet          | onderdeel    | 1          | 2          | 3          | 4          | 5          | 6          | 7           | 8           | 9           | 10          | 11          | 12          | 13          | 14          | 15          | 16          | tot.       | rang       | 1               | 2               | 3               | 4               | 5               | 6               | 1              | 2              | 3              | 4              | 5              | 6              | rang |
| --------------- | ------------ | ---------- | ---------- | ---------- | ---------- | ---------- | ---------- | ----------- | ----------- | ----------- | ----------- | ----------- | ----------- | ----------- | ----------- | ----------- | ----------- | ---------- | ---------- | --------------- | --------------- | --------------- | --------------- | --------------- | --------------- | -------------- | -------------- | -------------- | -------------- | -------------- | -------------- | ---- |
| Maggie Pescetto | Formula Kite | 5          | 21         | 3          | 10         | 14         | 4          | geannuleerd | geannuleerd | geannuleerd | geannuleerd | geannuleerd | geannuleerd | geannuleerd | geannuleerd | geannuleerd | geannuleerd | 36         | 1          | 4               | niet geplaatst  | niet geplaatst  | niet geplaatst  | niet geplaatst  | niet geplaatst  | niet geplaatst | niet geplaatst | niet geplaatst | niet geplaatst | niet geplaatst | niet geplaatst | 10   |

| atleet         | onderdeel | voorrondes | voorrondes | voorrondes | voorrondes | voorrondes | voorrondes | voorrondes | voorrondes | voorrondes | voorrondes | voorrondes | voorrondes | voorrondes | voorrondes | voorrondes  | voorrondes  | voorrondes  | voorrondes  | voorrondes  | voorrondes  | voorrondes | voorrondes | kwartfinale | halve finale | finales | rang |
| atleet         | onderdeel | 1          | 2          | 3          | 4          | 5          | 6          | 7          | 8          | 9          | 10         | 11         | 12         | 13         | 14         | 15          | 16          | 17          | 18          | 19          | 20          | tot.       | rang       | kwartfinale | halve finale | finales | rang |
| -------------- | --------- | ---------- | ---------- | ---------- | ---------- | ---------- | ---------- | ---------- | ---------- | ---------- | ---------- | ---------- | ---------- | ---------- | ---------- | ----------- | ----------- | ----------- | ----------- | ----------- | ----------- | ---------- | ---------- | ----------- | ------------ | ------- | ---- |
| Marta Maggetti | IQFoil    | 5          | 3          | 4          | 20         | 11         | 4          | 3          | 8          | 4          | 4          | 4          | 15         | 11         | 9          | geannuleerd | geannuleerd | geannuleerd | geannuleerd | geannuleerd | geannuleerd | 70         | 3 Q        | bye         | 2            | 1       | Goud |

| atlete                        | onderdeel | race | race | race | race | race | race | race | race | race | race        | race   | race   | race | netto punten | eindnotering |
| atlete                        | onderdeel | 1    | 2    | 3    | 4    | 5    | 6    | 7    | 8    | 9    | 10          | 11     | 12     | M    | netto punten | eindnotering |
| ----------------------------- | --------- | ---- | ---- | ---- | ---- | ---- | ---- | ---- | ---- | ---- | ----------- | ------ | ------ | ---- | ------------ | ------------ |
| Jana Germani Giorgia Bertuzzi | 49erFX    | 12   | 9    | 9    | 1    | 3    | 6    | 17   | 17   | 16   | 12          | 3      | 3      | 4    | 95           | 5            |
| Chiara Benini Floriani        | ILCA 6    | 3    | 7    | 25   | 10   | 18   | 10   | 11   | 5    | 38   | geannuleerd | n.v.t. | n.v.t. | 2    | 91           | 5            |

Gemengd
| atlete                      | onderdeel | race | race | race | race | race | race | race | race | race        | race        | race   | race   | race           | netto punten | eindnotering |
| atlete                      | onderdeel | 1    | 2    | 3    | 4    | 5    | 6    | 7    | 8    | 9           | 10          | 11     | 12     | M              | netto punten | eindnotering |
| --------------------------- | --------- | ---- | ---- | ---- | ---- | ---- | ---- | ---- | ---- | ----------- | ----------- | ------ | ------ | -------------- | ------------ | ------------ |
| Elena Berta Bruno Festo     | 470       | 3    | 13   | 12   | 15   | 10   | 20   | 12   | 11   | geannuleerd | geannuleerd | n.v.t. | n.v.t. | niet geplaatst | 76           | 15           |
| Ruggero Tita Caterina Banti | nacra 17  | 1    | 1    | 2    | 1    | 1    | 1    | 1    | 6    | 6           | 20          | 5      | 2      | 4              | 31           | Goud         |

### Zwemmen
Mannen
| atleet                                                                                           | onderdeel          | series   | series | halve finale   | halve finale   | finale         | finale         |
| atleet                                                                                           | onderdeel          | tijd     | rang   | tijd           | rang           | tijd           | rang           |
| ------------------------------------------------------------------------------------------------ | ------------------ | -------- | ------ | -------------- | -------------- | -------------- | -------------- |
| Lorenzo Zazzeri                                                                                  | 50 m vrije slag    | 21,64    | 4 Q    | 21,83          | 12             | niet geplaatst | niet geplaatst |
| Leonardo Deplano                                                                                 | 50 m vrije slag    | 21,79    | 6 Q    | 21,50          | 3 Q            | 21,62          | 7              |
| Leonardo Deplano                                                                                 | 100 m vrije slag   | 48,82    | 23     | niet geplaatst | niet geplaatst | niet geplaatst | niet geplaatst |
| Alessandro Miressi                                                                               | 100 m vrije slag   | 48,24    | 7 Q    | 47,95          | 9              | niet geplaatst | niet geplaatst |
| Filippo Megli                                                                                    | 200 m vrije slag   | 1.47,39  | 16 Q   | 1.46,87        | 13             | niet geplaatst | niet geplaatst |
| Alessandro Ragaini                                                                               | 200 m vrije slag   | 1.47,31  | 15 Q   | 1.47,08        | 14             | niet geplaatst | niet geplaatst |
| Marco De Tullio                                                                                  | 400 m vrije slag   | 3.47,90  | 17     | n.v.t.         | n.v.t.         | niet geplaatst | niet geplaatst |
| Matteo Lamberti                                                                                  | 400 m vrije slag   | 3.48,38  | 20     | n.v.t.         | n.v.t.         | niet geplaatst | niet geplaatst |
| Luca De Tullio                                                                                   | 800 m vrije slag   | 7.44,07  | 7 Q    | n.v.t.         | n.v.t.         | 7.46,16        | 7              |
| Luca De Tullio                                                                                   | 1500 m vrije slag  | 14.55,61 | 12     | n.v.t.         | n.v.t.         | niet geplaatst | niet geplaatst |
| Gregorio Paltrinieri                                                                             | 800 m vrije slag   | 7.42,48  | 3 Q    | n.v.t.         | n.v.t.         | 7.39,38        | Brons          |
| Gregorio Paltrinieri                                                                             | 1500 m vrije slag  | 14.42,56 | 2 Q    | n.v.t.         | n.v.t.         | 14.34,55       | Zilver         |
| Michele Lamberti                                                                                 | 100 m rugslag      | 54,22    | 23     | niet geplaatst | niet geplaatst | niet geplaatst | niet geplaatst |
| Thomas Ceccon                                                                                    | 100 m rugslag      | 53,45    | 12 Q   | 52,58          | 2 Q            | 52,00          | Goud           |
| Thomas Ceccon                                                                                    | 200 m rugslag      | 1.57,69  | 14 Q   | 1.56,59        | 9              | niet geplaatst | niet geplaatst |
| Matteo Restivo                                                                                   | 200 m rugslag      | 1.59,05  | 24     | niet geplaatst | niet geplaatst | niet geplaatst | niet geplaatst |
| Nicolò Martinenghi                                                                               | 100 m schoolslag   | 59,39    | 4 Q    | 59,28          | 6 Q            | 59,03          | Goud           |
| Ludovico Viberti                                                                                 | 100 m schoolslag   | 59,93    | 15 Q   | 59,38          | 9              | niet geplaatst | niet geplaatst |
| Giacomo Carini                                                                                   | 200 m vlinderslag  | 1.55,81  | 12 Q   | 1.55,20        | 12             | niet geplaatst | niet geplaatst |
| Alberto Razzetti                                                                                 | 200 m vlinderslag  | 1.54,78  | 4 Q    | 1.54,51        | 7 Q            | 1.54,85        | 8              |
| Alberto Razzetti                                                                                 | 200 m wisselslag   | 1.58,00  | 4 Q    | 1.57,10        | 7 Q            | 1.56,82        | 6              |
| Alberto Razzetti                                                                                 | 400 m wisselslag   | 4.11,52  | 6 Q    | n.v.t.         | n.v.t.         | 4.09,38        | 5              |
| Alessandro Miressi Thomas Ceccon Paolo Conte Bonin Manuel Frigo Leonardo Deplano Lorenzo Zazzeri | 4x100 m vrije slag | 3.12,94  | 6 Q    | n.v.t.         | n.v.t.         | 3.10,70        | Brons          |
| Filippo Megli Giovanni Caserta Carlos D'Ambrosio Alessandro Ragaini                              | 4x200 m vrije slag | 7.06,63  | 9      | n.v.t.         | n.v.t.         | niet geplaatst | niet geplaatst |
| Thomas Ceccon Nicolò Martinenghi Giacomo Carini Alessandro Miressi                               | 4x100 m wisselslag | 3.32,71  | 9      | n.v.t.         | n.v.t.         | niet geplaatst | niet geplaatst |
| Domenico Acerenza                                                                                | 10km open water    | n.v.t.   | n.v.t. | n.v.t.         | n.v.t.         | 1.51.09,6      | 4              |
| Gregorio Paltrinieri                                                                             | 10km open water    | n.v.t.   | n.v.t. | n.v.t.         | n.v.t.         | 1.51.58,0      | 9              |

Vrouwen
| atleet                                                                  | onderdeel          | series   | series | halve finale   | halve finale   | finale         | finale         |
| atleet                                                                  | onderdeel          | tijd     | rang   | tijd           | rang           | tijd           | rang           |
| ----------------------------------------------------------------------- | ------------------ | -------- | ------ | -------------- | -------------- | -------------- | -------------- |
| Sara Curtis                                                             | 50 m vrije slag    | 24,67    | 13 Q   | 24,77          | 14             | niet geplaatst | niet geplaatst |
| Simona Quadarella                                                       | 800 m vrije slag   | 8.20,89  | 6 Q    | n.v.t.         | n.v.t.         | 8.14,55 NR     | 4              |
| Simona Quadarella                                                       | 1500 m vrije slag  | 15.51,19 | 2 Q    | n.v.t.         | n.v.t.         | 15.44,05       | 4              |
| Ginevra Taddeucci                                                       | 1500 m vrije slag  | 16.12,45 | 11     | n.v.t.         | n.v.t.         | niet geplaatst | niet geplaatst |
| Margherita Panziera                                                     | 200 m rugslag      | 2.11,60  | 20     | niet geplaatst | niet geplaatst | niet geplaatst | niet geplaatst |
| Lisa Angiolini                                                          | 100 m schoolslag   | 1.06,37  | 10 Q   | 1.06,39        | 9              | niet geplaatst | niet geplaatst |
| Benedetta Pilato                                                        | 100 m schoolslag   | 1.06,19  | 6 Q    | 1.06,12        | 7 Q            | 1.05,60        | 4              |
| Francesca Fangio                                                        | 200 m schoolslag   | 2.25,85  | 15 Q   | 2.25,39        | 14             | niet geplaatst | niet geplaatst |
| Costanza Cocconcelli                                                    | 100 m vlinderslag  | 58,66    | 21     | niet geplaatst | niet geplaatst | niet geplaatst | niet geplaatst |
| Viola Scotto di Carlo                                                   | 100 m vlinderslag  | DSQ      | DSQ    | niet geplaatst | niet geplaatst | niet geplaatst | niet geplaatst |
| Sara Franceschi                                                         | 200 m wisselslag   | 2.12,88  | 18     | niet geplaatst | niet geplaatst | niet geplaatst | niet geplaatst |
| Sara Franceschi                                                         | 400 m wisselslag   | 4.48,89  | 15     | n.v.t.         | n.v.t.         | niet geplaatst | niet geplaatst |
| Sara Curtis Emma Virginia Menicucci Sofia Morini Chiara Tarantino       | 4x100 m vrije slag | 3.36,28  | 8 Q    | n.v.t.         | n.v.t.         | 3.36,51        | 8              |
| Sofia Morini Giulia D'Innocenzo Matilde Biagiotti Giulia Ramatelli      | 4x200 m vrije slag | 7.55,29  | 9      | n.v.t.         | n.v.t.         | niet geplaatst | niet geplaatst |
| Margherita Panziera Benedetta Pilato Viola Scotto di Carlo Sofia Morini | 4x100 m wisselslag | DSQ      | DSQ    | n.v.t.         | n.v.t.         | niet geplaatst | niet geplaatst |
| Giulia Gabbrielleschi                                                   | 10km open water    | n.v.t.   | n.v.t. | n.v.t.         | n.v.t.         | 2.04.17,9      | 6              |
| Ginevra Taddeucci                                                       | 10km open water    | n.v.t.   | n.v.t. | n.v.t.         | n.v.t.         | 2.03.42,8      | Brons          |

Gemengd
| atleet                                                                | onderdeel          | series  | series | finale         | finale         |
| atleet                                                                | onderdeel          | tijd    | rang   | tijd           | rang           |
| --------------------------------------------------------------------- | ------------------ | ------- | ------ | -------------- | -------------- |
| Michele Lamberti Nicolò Martinenghi Costanza Cocconcelli Sofia Morini | 4x100 m vrije slag | 3.45,80 | 11     | niet geplaatst | niet geplaatst |